# Combourg
Combourg [kɔ̃.buʁ] est une commune française, chef-lieu du canton homonyme, située dans le département d'Ille-et-Vilaine en région Bretagne.
En 2022, avec 6 324 habitants, elle est la 34e commune la plus peuplée d'Ille-et-Vilaine et la 103e de Bretagne.
Ses habitants se nomment les Combourgeois et les Combourgeoises (ou plus rarement Combournais et Combournaises)[réf. nécessaire].
Labellisée Petite Cité de caractère et Station Verte, Combourg possède une étoile au Guide vert Michelin.

## Présentation
La réputation de la ville est associée à l'écrivain romantique François-René de Chateaubriand ainsi qu'à son château, réputé, selon le folklore, héberger le fantôme d'un chat. Son surnom de « berceau du romantisme » est dû à l'écrivain qui a passé une partie de sa jeunesse au château : « L'ensemble du château, fièrement assis sur le rocher, — avec son étang et ses bois, l'église et les maisons de la petite ville qui l'entourent, la vallée qui s'ouvre devant lui et le vaste horizon de landes qui la termine, présente un caractère de grandeur mélancolique qui n'est point sans charmes »[source insuffisante].

## Géographie

### Localisation et communes limitrophes
Ville de Haute-Bretagne, Combourg est également sur la route des Portes de Bretagne. Elle est située entre Rennes et Saint-Malo, en Ille-et-Vilaine, à 386 km de Paris, 39 km de Rennes et 36 km de Saint-Malo.
| Meillac                              | Bonnemain / Lourmais | Trémeheuc                       |
| Meillac / La Chapelle-aux-Filtzméens | Combourg             | Cuguen                          |
| Québriac                             | Dingé                | Lanrigan / Saint-Léger-des-Prés |

### Géologie et relief
La superficie de la commune est de 6 355 hectares ; son altitude varie de 29  à   120 mètres. Elle est ainsi la 9e ville la plus étendue du département.

### Hydrographie
Pour un article plus général, voir Réseau hydrographique d'Ille-et-Vilaine.
La commune est située dans le bassin Loire-Bretagne. Elle est drainée par le Biez Jean, le Linon, la Bouteillerie, la Tamout et le ruisseau de Fersac bouteillerie, le Moulin Neuf,,.
Le Biez Jean, d'une longueur de 30 km, prend sa source dans la commune de Lourmais et se jette  dans la baie du Mont-Saint-Michel en limite de Saint-Benoît-des-Ondes et de Hirel. 
Le Linon, d'une longueur de 36 km, prend sa source dans la commune de Trémeheuc et se jette  dans la Rance à Évran, après avoir traversé neuf communes. 
La Bouteillerie, d'une longueur de 13 km, prend sa source dans la commune de Trémeheuc et se jette  dans le Linon à Meillac, après avoir traversé quatre communes. 
La Tamout, d'une longueur de 18 km, prend sa source dans la commune  et se jette  dans le Couesnon à Val-Couesnon, après avoir traversé sept communes. 
Trois plans d'eau complètent le réseau hydrographique : le lac Tranquille, d'une superficie totale de 27,9 ha (15,99 ha sur la commune), les étangs de Trémigon, d'une superficie totale de 24,9 ha (11,49 ha sur la commune) et l'étang Communal des Maffins (3,14 ha),.

### Climat
Pour des articles plus généraux, voir Climat de la Bretagne et Climat d'Ille-et-Vilaine.
En 2010, le climat de la commune est de type climat océanique altéré, selon une étude du CNRS s'appuyant sur une série de données couvrant la période 1971-2000. En 2020, Météo-France publie une typologie des climats de la France métropolitaine dans laquelle la commune est exposée à un climat océanique et est dans la région climatique  Bretagne orientale et méridionale, Pays nantais, Vendée, caractérisée par une faible pluviométrie en été et une bonne insolation. Parallèlement l'observatoire de l'environnement en Bretagne publie en 2020 un zonage climatique de la région Bretagne, s'appuyant sur des données de Météo-France de 2009. La commune est, selon ce zonage, dans la zone « Intérieur Est », avec des hivers frais, des étés chauds et des pluies modérées.
Pour la période 1971-2000, la température annuelle moyenne est de 11,4 °C, avec une amplitude thermique annuelle de 12,4 °C. Le cumul annuel moyen de précipitations est de 724 mm, avec 12,3 jours de précipitations en janvier et 7 jours en juillet. Pour la période 1991-2020, la température moyenne annuelle observée sur la station météorologique la plus proche, située sur la commune de Feins à 12 km à vol d'oiseau, est de 11,9 °C et le cumul annuel moyen de précipitations est de 816,2 mm,. Pour l'avenir, les paramètres climatiques de la commune estimés pour 2050 selon différents scénarios d'émission de gaz à effet de serre sont consultables sur un site dédié publié par Météo-France en novembre 2022.

## Urbanisme

### Typologie
Au 1er janvier 2024, Combourg est catégorisée bourg rural, selon la nouvelle grille communale de densité à sept niveaux définie par l'Insee en 2022.
Elle appartient à l'unité urbaine de Combourg, une unité urbaine monocommunale constituant une ville isolée,. Par ailleurs la commune fait partie de l'aire d'attraction de Rennes, dont elle est une commune de la couronne,. Cette aire, qui regroupe 183 communes, est catégorisée dans les aires de 700 000 habitants ou plus (hors Paris),.

### Occupation des sols
L'occupation des sols de la commune, telle qu'elle ressort de la base de données européenne d'occupation biophysique des sols Corine Land Cover (CLC), est marquée par l'importance des territoires agricoles (90,3 % en 2018), en diminution par rapport à 1990 (91,7 %). La répartition détaillée en 2018 est la suivante : zones agricoles hétérogènes (43,2 %), terres arables (33,7 %), prairies (13,4 %), forêts (5,4 %), zones urbanisées (3,9 %), milieux à végétation arbustive et/ou herbacée (0,2 %), eaux continentales (0,2 %). L'évolution de l'occupation des sols de la commune et de ses infrastructures peut être observée sur les différentes représentations cartographiques du territoire : la carte de Cassini (XVIIIe siècle), la carte d'état-major (1820-1866) et les cartes ou photos aériennes de l'IGN pour la période actuelle (1950 à aujourd'hui).

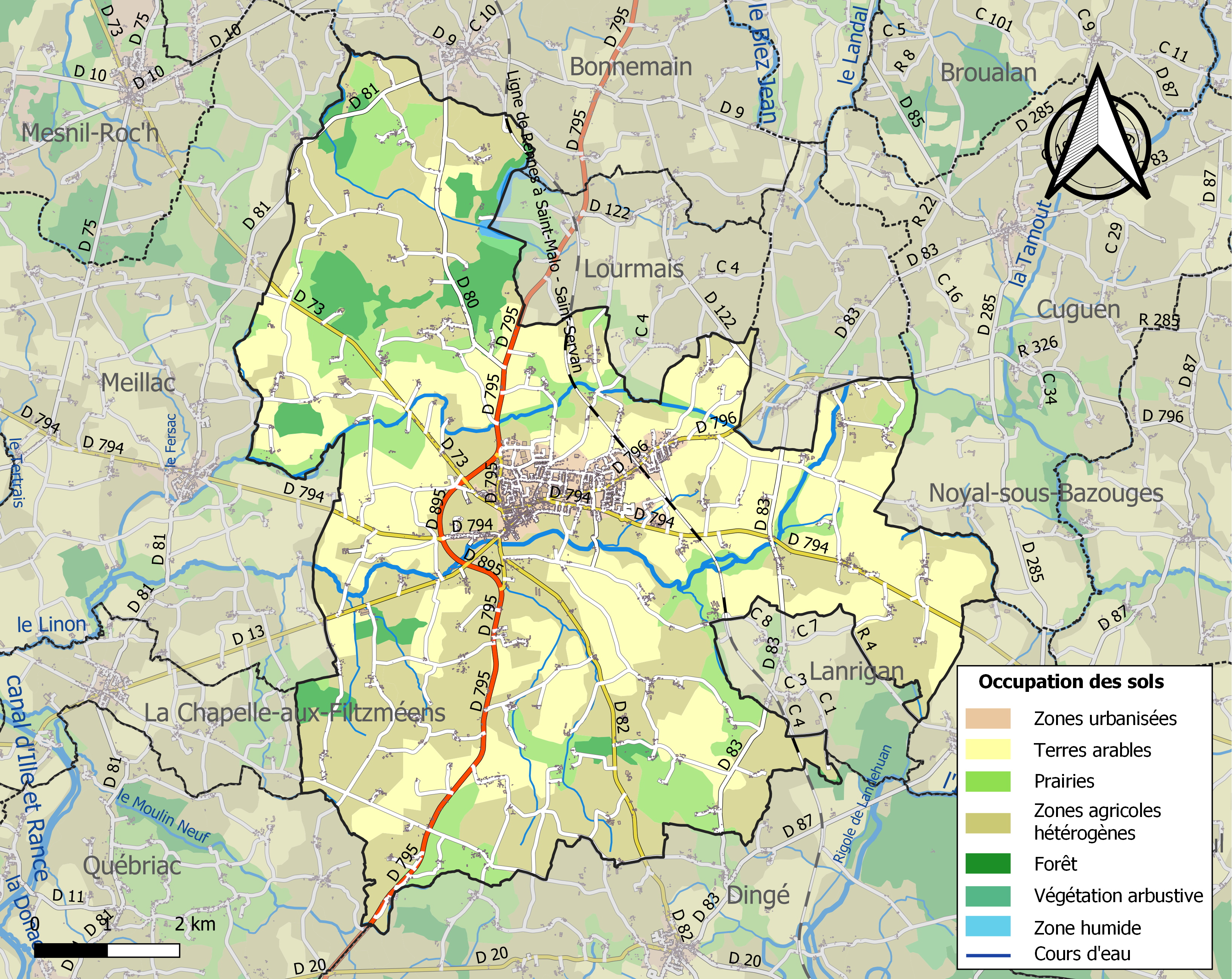
Carte des infrastructures et de l'occupation des sols de la commune en 2018 (CLC).

### Logement
Le tableau ci-dessous présente une comparaison de quelques indicateurs chiffrés du logement pour Combourg et l'ensemble de l'Ille-et-Vilaine en 2021,.
|                                                                  | Combourg | Ille-et-Vilaine |
| ---------------------------------------------------------------- | -------- | --------------- |
| Parc immobilier total (en nombre d'habitations)                  | 3 117    | 575 321         |
| Part des résidences principales (en %)                           | 89,1     | 86,4            |
| Part des résidences secondaires et logements occasionnels (en %) | 3,7      | 7,2             |
| Part des logements vacants (en %)                                | 7,2      | 6,4             |
| Part des ménages propriétaires de leur logement (en %)           | 66,7     | 59,8            |
| Part des ménages locataires de leur logement (en %)              | 32,3     | 39,1            |
| Part des ménages logés à titre gratuit (en %)                    | 1,0      | 1,1             |

### Morphologie urbaine
Combourg dispose d'un plan local d'urbanisme (PLU) approuvé par délibération du conseil municipal du 13 novembre 2006 et révisé le 25 janvier 2017. Il divise la commune en zones urbaines, agricoles ou naturelles.
La commune bénéficie d'un plan local d'urbanisme intercommunal (PLUi) approuvé lors du conseil communautaire du 16 décembre 2024. Il s'applique à l'ensemble des communes de la Bretagne Romantique et remplace le PLU communal.
Elle compte par ailleurs une aire de mise en valeur de l'architecture et du patrimoine (AVAP) dont le périmètre principal est constitué du centre ancien, de la vallée du Bourlidou, de l'étang de Combourg et de la vallée du Linon ainsi que des « coteaux parallèles aux vallées ». Des périmètres éclatés viennent s'y ajouter et comprend trois hameaux. Cette AVAP a été adoptée par délibération du conseil municipal du 13 décembre 2017.

### Voies de communication et transports
Sur le plan routier, le territoire de la commune est traversé par la D 794 (Plancoët ↔ Vitré), la D 795 (Dol-de-Bretagne ↔ Tinténiac) et la D 796 (Combourg ↔ Tremblay).
La commune compte aussi une gare, construite entre 1860 et 1864 après l'arrivée du premier chemin de fer dans la commune en 1857. Des travaux de modernisation du bâtiment et de ses abords ont été entrepris entre 2012 et 2014 et menés conjointement par RFF, la SNCF et la région Bretagne.
En 2023, selon les chiffres de la compagnie nationale, 433 613 voyageurs ont fréquenté la gare de Combourg, soit une hausse de 14,88 % par rapport à l'année précédente.
À partir de janvier 2025, un service expérimental de navette gratuite appelé « Tempo » est mis en place par la communauté de communes. Au départ de la gare, il dessert la zone d'activité du Moulin Madame et le site du Vieux Chêne à Bonnemain.

### Noms de rues
De nombreux odonymes rappellent le passé de Combourg ou évoquent des personnalités ayant marqué la vie communale :
- rue Valentin Bigué, caporal mort pour la France en 1915
- square Émile Bohuon, maire de 1919 à 1938
- rue Théodore Botrel
- rue Albert Camus
- rue Jacques Cartier
- rue et place Chateaubriand
- rue Georges Clémenceau
- rue Colette
- rue Jules Corvaisier, industriel et conseiller municipal
- rue Charles Dayot, industriel et conseiller général
- allée Toussaint Dubreuil
- rue Clair Égron[31], chef de brigade de gendarmerie et résistant
- rue de la Duchesse Anne
- avenue du Général de Gaulle
- avenue Gautier Père et Fils, résistants et déportés
- rue Jules Guihard[32], résistant et déporté
- rue des Frères Hamon
- rue Pierre-Jakez Hélias
- rue Édouard Herriot
- place Joseph Hubert, maire de 1939 à 1944
- rue Victor Hugo
- rue Lamennais
- rue Léonard de Vinci
- rue André Malraux
- impasse du Maréchal Leclerc
- rue de la Marquise de Sévigné
- place Michel Audiard
- rue Michel-Ange
- rue Eugène Moniot[33], résistant et membre des FFL
- rue Jean d'Ormesson, lauréat 2001 du prix Combourg Chateaubriand
- place Albert Parent, premier adjoint jusqu'en 1935
- rue Jean Quémerais, résistant et déporté
- allée de la Cité Rahuel[34], industriel et fondateur d'une scierie
- allée Raphaël
- rue Ernest Renan
- rue Rivallon, ancien seigneur de Combourg
- allée Françoise Sagan
- rue Saint-Joseph
- rue Sainte-Barbe
- place Saint-Gilduin, saint patron de la ville
- rue George Sand
- rue Simone de Beauvoir
- rue Simone Veil
- rue Sœur Gabrielle, religieuse
- rue Sœur Joséphine[35], religieuse et infirmière
- allée Madame de Staël
- rue Robert Surcouf
- rue et impasse du Docteur Toravel
- rue François Touzé[36], résistant et déporté

Certaines voies ont changé de dénomination ces dernières années :
- avenue de la Libération, anciennement avenue de la Gare
- boulevard du Mail, anciennement boulevard du Nord
- place Albert Parent, anciennement place des Halles
- place des Déportés, anciennement place du Champ
- place Saint-Gilduin, anciennement place de l'Église

### Projets d'aménagements
Depuis septembre 2020, des travaux d'extension de la zone d'activité du Moulin-Madame sont entrepris par la communauté de communes.
Le quartier Saint-Joseph est en cours de réhabilitation et comprendra un pôle d'activités et de services (dont une pharmacie), des logements et la nouvelle gendarmerie, tandis qu'une réflexion est engagée sur le quartier Cœur de ville, situé entre le boulevard du Mail et la rue Notre-Dame. Un appel à projets est d'ailleurs lancé à ce sujet en mai 2024.

### Risques naturels et technologiques
La commune de Combourg est vulnérable à différents aléas naturels : climatiques (hiver exceptionnel ou canicule), inondations, tempêtes et grains, radon ou sismique (sismicité faible).
| Type de zone | Niveau           | Définitions (bâtiment à risque normal) |
| ------------ | ---------------- | -------------------------------------- |
| Zone 2       | Sismicité faible | accélération = 0,7 m/s2                |

Elle est également exposée à deux risques technologiques : les transports de matières dangereuses et les ruptures de digues. Entre 1987 et 2001, quatre arrêtés ministériels ayant porté reconnaissance de catastrophe naturelle ont été pris pour le territoire de la commune : deux pour des inondations et coulées de boue, un pour des inondations, coulées de boue et mouvements de terrain et un pour des tempêtes.

## Toponymie

### Combourg
Le nom de la localité est attesté sous les formes Comburn en 1030 - 1066, Combor en 1137, Comborn en 1151 et 1181, Comburno en 1183, Combor en 1192 et 1210, Combour en 1234.
L'hypothèse d'Albert Dauzat et Charles Rostaing, sur la base des travaux de Schmittlein, suggère l'emploi d'un nom de femme germanique de manière absolue : Humburg[is], avec romanisation de l'initiale en *Chom- > Com-. Cependant, ils ne citent pas de formes anciennes, preuve qu'ils n'en connaissaient pas, formes d'ailleurs difficilement compatibles avec leur explication. En effet, les consonnes finales se prononçant encore au XIe - XIIe siècle, on écrit burc / borc [burk] « bourg », pas -burn / -born ou -bor comme c'est le cas pour les formes anciennes.
Ernest Nègre rejette implicitement cette hypothèse, en proposant un étymon roman *combour « brûlis, incendie », substantif des termes attestés en ancien français comburir, combourir « brûler » / combustible. Cependant la plupart des formes les plus anciennes sont terminées par un -n (qui s'est régulièrement amuï par la suite cf. ancien français *forn > four; jorn > jour), à savoir Comborn-, Comburn- souvent avec une désinence latine fictive, ce qu'Ernest Nègre n'explique pas.
Il existe un Camborne, localité de Cornouaille britannique, région dont la toponymie ressemble à celle de la Bretagne en général. Elle est attestée sous les formes Camberon en 1182, Cambron en 1291, Camberoun, Cambron en 1309 qu'Ekwall (en) et à sa suite A. D. Mills expliquent par le brittonique (cornique) *cam ou *camm « courbé, tortueux » ou *camm (cf. gaulois cambo- « courbe, méandre »; vieil irlandais camb, camm; gallois camm et vieux breton camm « courbé, de travers » > breton kamm) et possiblement bronn (breton bronn « sein, poitrine »),, mot brittonique qui désigne le sein, la poitrine, d'où son sens topographique de « protubérance arrondie ». Le sens global serait celui de « pente, protubérance arrondie dans une courbe de terrain » ou « côte tortueuse ».
On note également dans le Limousin une famille de Comborn et une vicomté de Comborn, ainsi que le nom de commune Cambronne (Oise, Camberona vers 1020) qu'Albert Dauzat considère comme composé des éléments gaulois *cambo- « courbe », un suffixe -ar et onna « rivière ». Xavier Delamarre ajoute à cambo- la signification de « méandre » (voir ci-dessus). Cependant, il distingue bien cet élément de Com- préfixe gaulois qui dénote la communauté, la relation, etc. Il reconnaît com- dans le composé comberos « barrage de rivière » identique au composés insulaires : vieil irlandais commar, gallois cymer et breton kemper (> Quimper), mot à l'origine du latin médiéval combrus « abattis d'arbres », de l'ancien français combre « barrage sur une rivière », ainsi que ses dérivés en français moderne encombrer, décombres, etc..
Remarque : la graphie actuelle, sur laquelle repose le gentilé des habitants, est certainement liée à l'attraction du mot français bourg, facilitée par la chûte régulière du [n] de -burn / -born en finale absolue après consonne (cf. forn > four, jorn> jour) : -bour et bourg sont devenus homophones, d'où l'ajout d'un g final dans la graphie officielle du toponyme Combour originel.

### Microtoponymie: hameaux, lieux-dits, écarts
La plupart des microtoponymes sur le territoire de la commune sont d'origine romane, mais quelques-uns, plus anciens sont d'origine brittonique ou sont influencés par le brittonique, preuve que l'on y a parlé breton.

#### Brittoniques ou influencés par le brittonique
- Tragonoux
- Quelmé
- Hélan
- Trémoir
- Riniac
- Trémorin
- Trémouard
- Trémigon
- Tréheuc
- Trémaudan, etc.

#### Romans
- La Gentière
- La Rouérie
- Le Loup Pendu (au Moyen Âge, on pendait le loup qui venait d'être abattu à un arbre, ceci avec un certain cérémonial).
- La ville Tierce
- Le Soudrais
- La Madelaine
- La Morandière « domaine de(s) Morand »
- La Ville Guillaume « domaine rural de Guillaume »
- Le Rocher Aoustin (dAgustin, forme populaire dAugustin)
- Le Buet
- La Boissière aux Lizions
- Le Hautes Touches
- Les Hauts Rochers, etc.

## Histoire

### Antiquité et Moyen Âge
Dès l'époque gallo-romaine, Combourg occupa une position stratégique et fut un village à l'activité artisanale intense, de nombreuses tuiles, des amphores, des traces de fourres à tuiles, furent retrouvées ainsi que des céramiques communes et sigillées. Un édifice gallo-romain a été détecté par prospection aérienne. Sur le terrain, des tegulae, des céramiques communes et sigillées avaient été recueillies. À ce lieu s'attache une légende de vieux monastère. Grâce à des datations archéomagnétiques effectuées sur des matériaux, la date de construction a pu être située entre 10 et 50 ap. J.-C. Les céramiques sigillées, expertisées, ont été datées entre le début du 1er et la fin du IIIe siècle apr. J.-C. avec, pour ces pièces importées, une probabilité maximale de fabrication pendant le dernier quart du Ier siècle apr. J.-C. Il subit les assauts dévastateurs des Vikings.
La paroisse primitive de Combourg appartient originellement au diocèse de Saint-Malo. Son territoire était plus grand que celui de la commune actuelle : entre les XIe et XIVe siècles elle fut démembrée successivement des finages de Trémeheuc (attestée en 1053), de Lanrigan (attestée en 1070) et de Lourmais (attestée en 1319).

### La seigneurie de Combourg
La seigneurie de Combourg fut créée par l'archevêque de Dol, Ginguéné ou Junkéné, en faveur de son frère cadet Riwallon de Dol. L'archevêque qui souhaitait donner à son église un protecteur laïque tout en dotant sa famille, comme c'était alors l'usage, fit bâtir à quatre lieues de Dol le château de Combourg qu'il confia à son frère avec de vastes domaines sous sa mouvance, soit une quinzaine de paroisses et douze fiefs de chevalerie.
En revanche, il lui imposa, ainsi qu'à ses successeurs, l'obligation de défendre les terres et sujets de l'église de Dol et de commander son ost. C'est pour cette raison que le sire de Combourg prit dans ses chartes le titre de signifer Sancti Samsonis (porte-enseigne de saint Samson).
La seigneurie de Combourg resta en possession des descendants de Riwallon jusqu'à la mort d'Yseult de Dol en 1197. Toutefois le fils qu'elle avait eu de son union avec Harsculf de Soligné (mort également en 1197) releva le nom de sa mère en devenant Jean III de Dol.
Au XIVe siècle, au cours de la guerre de Cent Ans, Arnoul d'Audrehem, qui réside à Pontorson, effectue une chevauchée jusqu'à Bécherel, alors occupé par les Anglais. Sur le chemin du retour, il est discrètement suivi par la garnison de Bécherel. Les troupes françaises font une halte à Combourg, et alors qu'ils se reposent, les troupiers anglais entrent dans la ville par surprise, tuent quelques hommes et font de nombreux prisonniers. Arnoul parvient à s'enfuir. Quelques jours plus tard, il est de retour à Combourg. La garnison de Bécherel l'apprend et s'avance, espérant renouveler le haut fait d'armes précédent, mais elle tombe dans une embuscade tendue par Bertrand du Guesclin, qui reçoit rapidement l'aide d'Arnoul. Une grande partie des Anglais sont massacrés et leur capitaine, Hugues de Calverly, est fait prisonnier.
Le 16 février 1516, Jacques de Montjean, seigneur de Combourg confirme les privilèges de l'abbaye Notre-Dame du Tronchet, au cours d'une assemblée du chapitre présidée par Tristan de Vendel.
La seigneurie de Combourg fut ensuite transmise par héritage aux familles de Châteaugiron, dit de Malestroit de Rieux, du Châtel, de Montjean, d'Acigné et enfin de Coëtquen. Ces derniers obtinrent que la seigneurie soit érigée en comté en 1575.
L'ultime héritière de cette famille, duchesse de Duras, vendit le comté et son château aux parents de Chateaubriand par contrat du 3 mai 1761.

### La foire de l'Angevine et les autres foires
La foire de l'Angevine, qui a lieu sur la prairie du même nom le premier lundi de septembre, fut créée en 1547.
La foire de la mi-mai, qui vit le jour en 1623, perdure encore de nos jours.
La foire de La Queue-en-haut, qui se tenait le troisième lundi de décembre, a quant à elle disparue.
| 2020  | 2021  | 2022  | 2023  | 2024  | 2025  | 2026  | 2027  | 2028  | 2029  | 2030  |
| ----- | ----- | ----- | ----- | ----- | ----- | ----- | ----- | ----- | ----- | ----- |
| 07/09 | 06/09 | 05/09 | 04/09 | 02/09 | 01/09 | 07/09 | 06/09 | 04/09 | 03/09 | 02/09 |

### Chateaubriand et Combourg

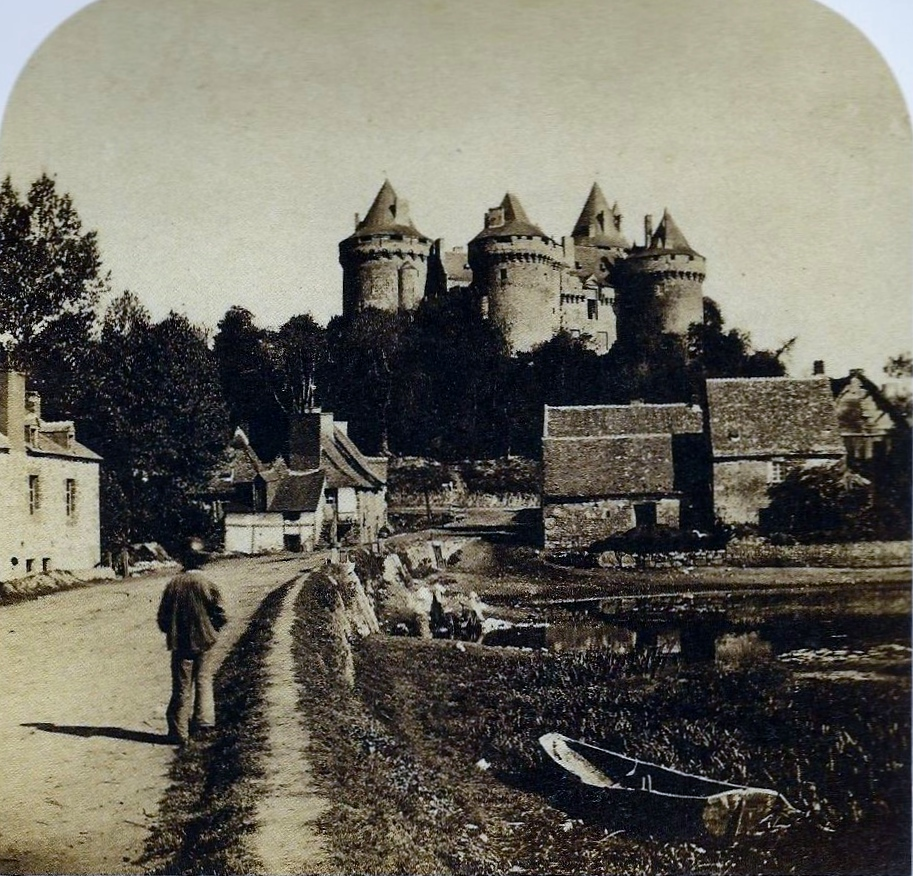
Le château de Combourg photographié en 1859.

Le riche armateur malouin René-Auguste de Chateaubriand et son épouse Apolline de Bedée, parents de l'écrivain, acquirent le comté de Combourg, « fief féodal, avec droits, vassaux, et coutumes » du duc de Duras le 3 mai 1761, et s'y installèrent en mai 1777 avec leurs six enfants survivants (sur dix).
Leur fils cadet François-René de Chateaubriand (1768-1848) alors âgé de huit ans, y passa douze ans de sa jeunesse : « C'est dans les bois de Combourg que je suis devenu ce que je suis » écrira-t-il dans ses Mémoires d'outre-tombe.

### Révolution française
La population de la commune est favorable aux changements apportés par la Révolution française, surtout après la fin de la Terreur[réf. nécessaire]. La principale fête révolutionnaire est celle célébrant l'anniversaire de l'exécution de Louis XVI, accompagnée d'un serment de haine à la royauté et à l'anarchie, fêtée à partir de 1795. La fondation de la Première République est aussi fêtée tous les ans.

### XIXesiècle
Jusqu'au début du XXe siècle, les activités principales de Combourg étaient la beurrerie, la fromagerie, la fabrication de toiles à voiles en chanvre, de toiles de lin, la taille et le polissage du granit, la tannerie et la briqueterie.
Au mois de septembre 1815, à la suite de la chute du Premier Empire, Combourg est occupé par le 6ème corps de l'armée prussienne.
Un plan d'alignement, conduisant à la destruction de nombreuses maisons à pignon de la place centrale (actuelle place Albert Parent), est établi en 1845 et de nouvelles halles sont construites trois ans plus tard.
En 1857, le chemin de fer parvient à Combourg. En juin 1893, la ville reçoit l'électricité. Le maire, Gervais Parent, avait donné le coup d'envoi de sa célébration au cours de la fête de la Bienfaisance le 17 mars 1893.

### XXesiècle

#### Première Guerre mondiale
Au cours de la Première Guerre mondiale, le château fut transformé en hôpital militaire et celui-ci fonctionna entre le 1er septembre 1914 et 23 décembre 1918. Deux annexes furent aussi installées : la première, avenue de la Gare, dans la Maison Gallais (du 1er juin 1916 au 31 décembre 1917) et la seconde au 1, rue de la Gare.
Plus de 200 Combourgeois perdirent la vie au cours de la Grande Guerre.

#### L'entre-deux-guerres
Le 12 octobre 1930 est inauguré le Monument à François-René de Chateaubriand par le sous-secrétaire d'État à l'Économie nationale André François-Poncet et le maire, Émile Bohuon.

#### Seconde Guerre mondiale

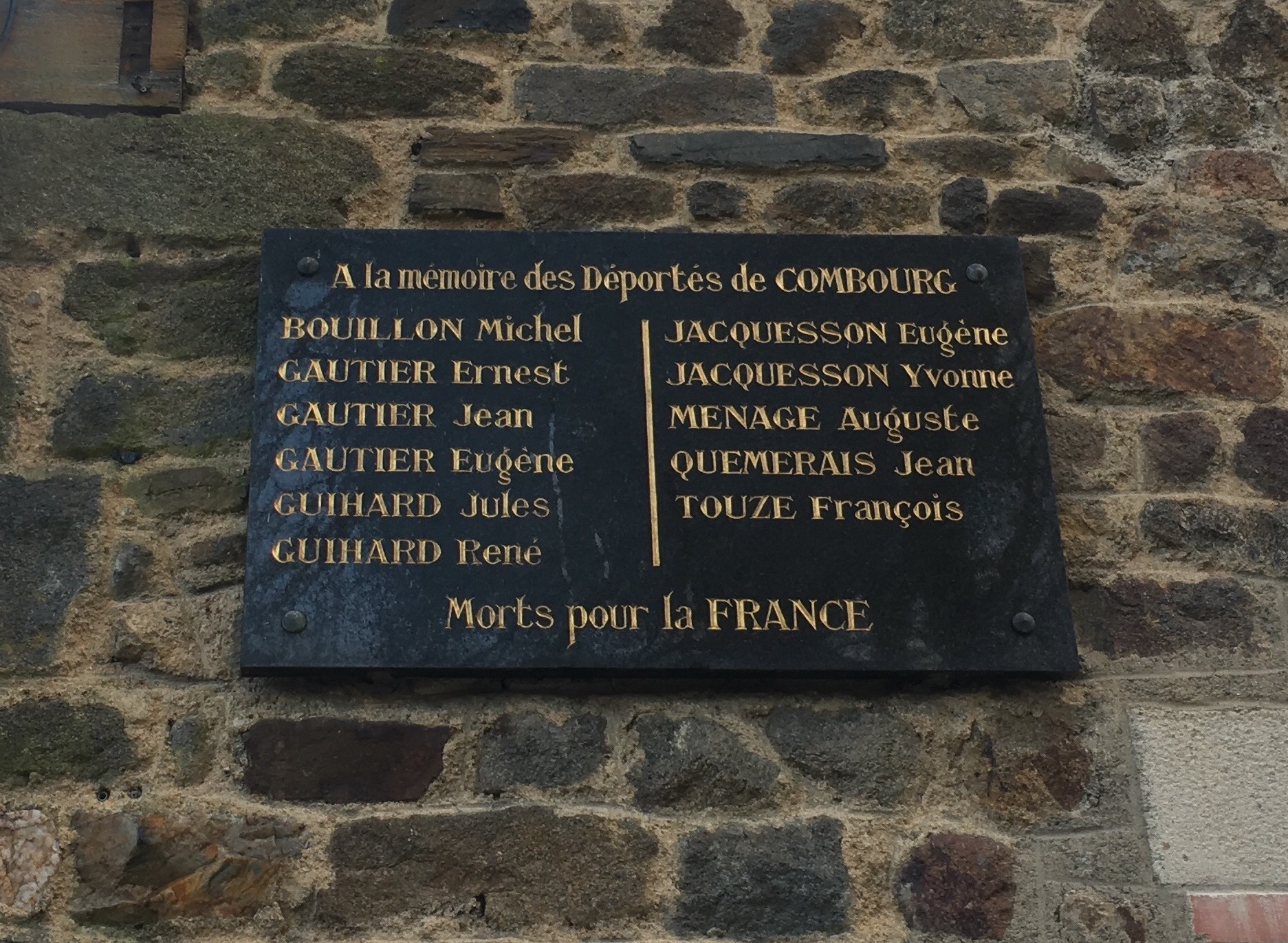
Plaque en mémoire des Combourgeois arrêtés et déportés lors de la Seconde Guerre mondiale.

Les troupes allemandes entrent dans Combourg, qui n'est pas défendu, le 18 juin 1940.
En 1942, la Résistance commence à s'organiser dans la région de Combourg, grâce à Louis Pétri, responsable départemental du réseau de résistance Front national. Plusieurs membres de ce réseau (Ernest et ses deux fils Eugène et Jean Gautier, Michel Bouillon, Jules Guihard, François Touzé, Jean Quemerais) sont arrêtés par les Allemands à la fin de l'année 1943, emprisonnés et torturés à Rennes, avant d'être déportés au Camp de concentration de Dachau. Certains résistants combourgeois sont libérés par le groupe Piétri de la prison du château de Vitré le 30 avril 1944, mais d'autres sont déportés dans le "train de la mort" du 2 juillet 1944.
Le 2 août 1944, Combourg est libérée par les soldats américains appartenant au CCA de la 6e division blindée US. Un odonyme local rappelle cette date : « rue du 2-Août-1944  ». Voici ce que le quotidien Ouest-France disait sur cette libération :

« Le 2 août, dans la matinée, les troupes américaines libéraient la ville de Combourg. Pendant que la population acclamait nos vaillantes troupes alliées, la Résistance s'occupait du nettoyage de la région. Le premier groupe, de son côté, partait à la recherche d'un train de prisonniers civils. […] La région de Combourg étant complètement libérée, le groupe de la Résistance combourgeoise se dirigea vers la cité malouine et contribua à sa libération.
Tandis que les Teutons fuyaient en hâte, les troupes américaines faisaient une entrée triomphale dans Combourg en liesse. Aux fleurs offertes par les enfants et les jeunes femmes, les soldats de la Grande Amérique, souriants et bons enfants, répondaient par un geste de la main, salut cordial et inlassable, et par des gâteries. Le dimanche suivant, le colonel de Chambron venait dire à la mairie, devant toute la petite ville assemblée, le programme de la France de demain et les applaudissements ne lui furent pas ménagés. Les jeunes de la Résistance et les gendarmes ont purgé le pays et capturé nombre de Boches qui se terraient aux alentours. »

#### L'après-guerre et la fin duXXesiècle
Le 2 mars 1985, François Mitterrand alors président de la République et Robert Badinter, son garde des Sceaux, font un passage dans la commune.
Le 26 janvier 1993, le président du RPR et futur chef de l'État Jacques Chirac rend une visite en soutien au candidat de l'UPF aux élections législatives de 1993, Yvon Jacob. À l'Espace Malouas, il prononce un discours où il expose son projet pour l'agriculture.
Le 7 octobre 1994, un attentat revendiqué par les indépendantistes bretons de l'ARB est perpétré contre la perception des impôts.

### XXIesiècle
Le 21 mai 2016, l'actrice et chanteuse franco-philippine Solenn Heussaff épouse Nico Bolzico, homme d'affaires argentin, à l'église Notre-Dame, la réception ayant lieu au château du Grand-Val,.

## Politique et administration

### Rattachements administratifs et électoraux
| - Combourg (en rouge) dans le canton de Combourg (en vert). |

#### Circonscriptions de rattachement
Combourg appartient à l'arrondissement de Saint-Malo et au canton de Combourg, dont elle est le chef-lieu depuis sa création. Le redécoupage cantonal de 2014 a modifié sa composition puisqu'il englobe désormais le canton de Tinténiac et une partie de ceux de Bécherel et Hédé.
En ce qui concerne l'élection des députés, la commune fait partie de la troisième circonscription d'Ille-et-Vilaine, représentée depuis février 2020 par Claudia Rouaux (PS-NFP). Auparavant, elle a successivement appartenu à la circonscription de Saint-Malo (Monarchie de Juillet et Second Empire), la 2e circonscription de Saint-Malo (IIIe République), la 6e circonscription (1958-1986) et la 2e circonscription (1988-2012).

#### Intercommunalité
Depuis le 6 décembre 1995, date de sa création, la commune appartient à la communauté de communes Bretagne Romantique dont elle est la ville-centre. Cette intercommunalité a succédé à l'Association pour le développement économique du Combournais puis au SIVOM des cantons de Combourg, Tinténiac et Pleine-Fougères, fondé en décembre 1979 mais réduit aux seuls cantons de Combourg et Tinténiac le 30 janvier 1990, les communes du canton de Pleine-Fougères rejoignant alors le SIVOM du Pays côtier de la baie du Mont-Saint-Michel.
Combourg fait aussi partie du Pays de Saint-Malo.
| Élections                  | Élections                     | Circonscription électorale                 | Élu de la circonscription       | Élu de la circonscription | Élu de la circonscription | Élu de la circonscription |
| Niveau                     | Type                          | Circonscription électorale                 | Titre                           | Nom                       | Début de mandat           | Fin de mandat             |
| -------------------------- | ----------------------------- | ------------------------------------------ | ------------------------------- | ------------------------- | ------------------------- | ------------------------- |
| Commune / Intercommunalité | Municipales et communautaires | Combourg                                   | Maire                           | Joël Le Besco             | 2020                      | 2026                      |
| Commune / Intercommunalité | Municipales et communautaires | Communauté de communes Bretagne romantique | Président de l'intercommunalité | Loïc Régeard              | 2020                      | 2026                      |
| Département                | Départementales               | Canton de Combourg                         | Conseillère départementale      | Béatrice Duguépéroux      | 2021                      | 2028                      |
| Département                | Départementales               | Canton de Combourg                         | Conseiller départemental        | Benoit Sohier             | 2021                      | 2028                      |
| Région                     | Régionales                    | Région Bretagne                            | Président du conseil régional   | Loïg Chesnais-Girard      | 2021                      | 2028                      |
| Pays                       | Législatives                  | Troisième circonscription                  | Députée                         | Claudia Rouaux            | 2024                      | 2027                      |

#### Institutions judiciaires
Sur le plan des institutions judiciaires, la commune relève du tribunal judiciaire (qui a remplacé le tribunal d'instance et le tribunal de grande instance le 1er janvier 2020), du tribunal pour enfants, du conseil de prud'hommes et du tribunal de commerce de Saint-Malo, de la cour d'appel et du tribunal administratif de Rennes et de la cour administrative d'appel de Nantes.

### Administration municipale
Le nombre d'habitants au dernier recensement étant compris entre 5 000 et 9 999, le nombre de membres du conseil municipal est de 29.

### Tendances politiques et résultats
Au cours de la présidence d'Emmanuel Macron, Combourg a placé en tête les candidats de La République en marche lors des élections présidentielle (2017), législatives (2017) – François André avait été réélu sous l'étiquette « majorité présidentielle » – et européennes (2019).
Lors des élections régionales de 2021 toutefois, la liste du socialiste Loïg Chesnais-Girard est arrivée en première position.
Lors du premier tour de l'élection présidentielle de 2022, Emmanuel Macron arrive largement en tête devant Marine Le Pen et Jean-Luc Mélenchon, ces trois candidats progressant par rapport au scrutin précédent. Au second tour, le président sortant remporte 65,73 % des suffrages exprimés face à la candidate du Rassemblement national. Aux élections législatives qui suivent, la députée socialiste sortante Claudia Rouaux (investie par la NUPES) arrive en tête au premier tour mais elle est talonnée par le candidat de la majorité présidentielle Christophe Martins. Dans la commune, c'est ce dernier qui remporte la majorité des suffrages lors du second tour de scrutin.
Lors des élections législatives anticipées de 2024, Claudia Rouaux est candidate à sa réélection sous l'étiquette du Nouveau Front populaire (NFP). Au premier tour, elle arrive en tête avec 34,03 % des voix devant Charlotte Faillé (EPR-HOR) et Virginie d'Orsanne (RN) qui recueillent respectivement 30,56 et 30,05 %. Au second tour, à l'issue d'une triangulaire, la députée sortante et candidate socialiste demeure en première position avec 37,08 % tandis que Virginie d'Orsanne dépasse de peu Charlotte Faillé (31,76 contre 31,16 %).

### Liste des maires
| Période         | Période                   | Identité                 | Étiquette     | Qualité |
| --------------- | ------------------------- | ------------------------ | ------------- | --- |
| 18 mai 1945     | 7 août 1970 (démission)   | Abel Bourgeois (d)       | Rad.soc. FGDS | Notaire Conseiller général de Combourg (1945 → 1949 puis 1955 → 1967) Vice-président du conseil général Chevalier du Mérite civil, officier de l'Instruction publique |
| 16 octobre 1970 | 26 mars 1971              | Joseph Hubert (d)        | Centre gauche | Médecin généraliste, premier adjoint du précédent |
| 26 mars 1971    | 25 mars 1977              | André Belliard (d)       | UDR puis RPR  | Médecin généraliste Conseiller régional de Bretagne (1974 → 1998) Conseiller général de Combourg (1967 → 1998)                                                        |
| 25 mars 1977    | 17 mars 1983              | Joseph Hubert (d)        | Centre gauche | Médecin généraliste |
| 17 mars 1983    | 20 juin 1995              | André Belliard (d)       | RPR           | Médecin généraliste, sénateur suppléant Conseiller régional de Bretagne (1974 → 1998) Conseiller général de Combourg (1967 → 1998) Président du SIVOM (1979 → 1995)   |
| 20 juin 1995    | 17 mars 2001              | Marie-Thérèse Sauvée (d) | PS            | Commerçante, députée suppléante Conseillère générale de Combourg (1998 → 2015) Vice-présidente du conseil général (2008 → 2015)                                       |
| 17 mars 2001    | En cours (au 25 mai 2020) | Joël Le Besco (d)        | app. UMP-LR   | Vétérinaire retraité 6e vice-président de la CC Bretagne Romantique (2020 → ) Réélu pour le mandat 2020-2026                                                          |

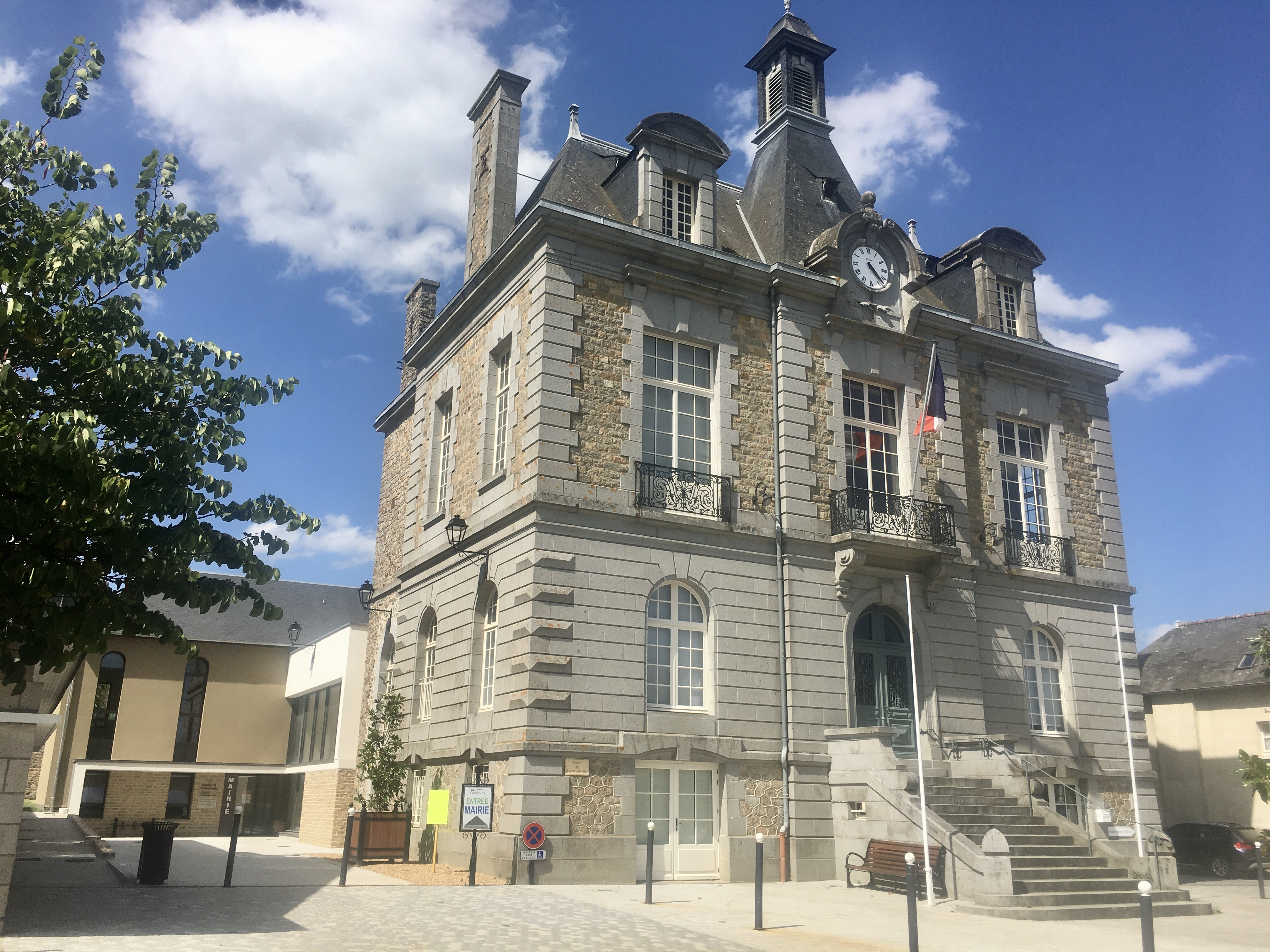
La mairie en juillet 2020.

Frise chronologique de la succession des maires de Combourg
(XXe et XXIe siècles)

### Communication institutionnelle
La commune édite un bulletin municipal trimestriel intitulé « Combourg Mag » ainsi qu'un fascicule, lui aussi trimestriel, sur la saison culturelle.
Combourg dispose par ailleurs d'un site institutionnel (combourg.bzh) et d'un site événementiel (sortiracombourg.fr) ainsi que d'une page Facebook. Enfin, un panneau d'information lumineux est installé en centre-ville.

### Finances locales
Cette sous-section présente la situation des finances communales de Combourg.
Pour l'exercice 2018, le compte administratif du budget municipal de Combourg s'établit à 6 790 940 € en dépenses et 9 158 460 € en recettes :
- les dépenses se répartissent en 3 665 260 € de charges de fonctionnement et 3 125 680 € d'emplois d'investissement ;
- les recettes proviennent des 5 735 740 € de produits de fonctionnement et de 3 422 720 € de ressources d'investissement.

|                                                                              |
| Valeurs en million d'euros (M€) · Combourg, Valeur totale : Produits Charges |

|                                                                                |
| Valeurs en million d'euros (M€) · Combourg, Valeur totale : Emplois Ressources |

Pour Combourg en 2018, la section de fonctionnement se répartit en 3 665 260 € de charges (610 € par habitant) pour 5 735 740 € de produits (954 € par habitant), soit un solde de la section de fonctionnement de 2 070 480 € (345 € par habitant) :
- le principal pôle de dépenses de fonctionnement est celui des charges de personnels[Note 8] pour une valeur totale de 1 967 000 € (54 %), soit 327 € par habitant, ratio inférieur de 38 % à la valeur moyenne pour les communes de la même strate (530 € par habitant). Pour la période allant de 2014 à 2018, ce ratio augmente de façon continue de 290 € à 327 € par habitant. Viennent ensuite les groupes des achats et charges externes[Note 9] pour 23 %, des subventions versées[Note 10] pour 8 %, des charges financières[Note 11] pour des sommes plus faibles et finalement celui des contingents[Note 12] pour des sommes inférieures à 1 % ;
- la plus grande part des recettes est constituée des impôts locaux[Note 13] pour 2 182 000 € (38 %), soit 363 € par habitant, ratio inférieur de 26 % à la valeur moyenne pour les communes de la même strate (488 € par habitant). Depuis 5 ans, ce ratio fluctue et présente un minimum de 353 € par habitant en 2014 et un maximum de 363 € par habitant en 2015. Viennent ensuite de la dotation globale de fonctionnement (DGF)[Note 14] pour 26 % et des autres impôts[Note 15] pour 8 %.

La dotation globale de fonctionnement (DGF) a été perçue à hauteur de 1 625 562 € en 2020 soit une augmentation de 3,56 %.
Les taux des taxes ci-dessous sont votés par la municipalité de Combourg. Ils ont varié de la façon suivante par rapport à 2020 :
- la taxe d'habitation égale 17,51 % ;
- la taxe foncière sur le bâti égale 18,14 % ;
- celle sur le non bâti égale 52,90 %.

### Jumelages
| Ville | Ville       | Pays | Pays      | Période     |
| ----- | ----------- | ---- | --------- | ----------- |
|       | Lillestrøm  |      | Norvège   | depuis 2003 |
|       | Waldmünchen |      | Allemagne | depuis 1993 |

Depuis le 15 mai 1993, la commune est jumelée avec la ville allemande de Waldmünchen (Bavière) où François-René de Chateaubriand a fait une halte au cours de son périple en Europe. La charte de jumelage a été cosignée par les maires André Belliard et Dieter Aumüller.
Un odonyme marque d'ailleurs ce lien entre les deux communes : « avenue de Waldmünchen ». 
Combourg entretient aussi des liens avec Lillestrøm (Norvège) dans le cadre d'un échange scolaire et avec La Nouvelle-Orléans (États-Unis, Louisiane) [réf. nécessaire].
Enfin, la cité scolaire François-René de Chateaubriand est membre du programme d'échange Comenius.

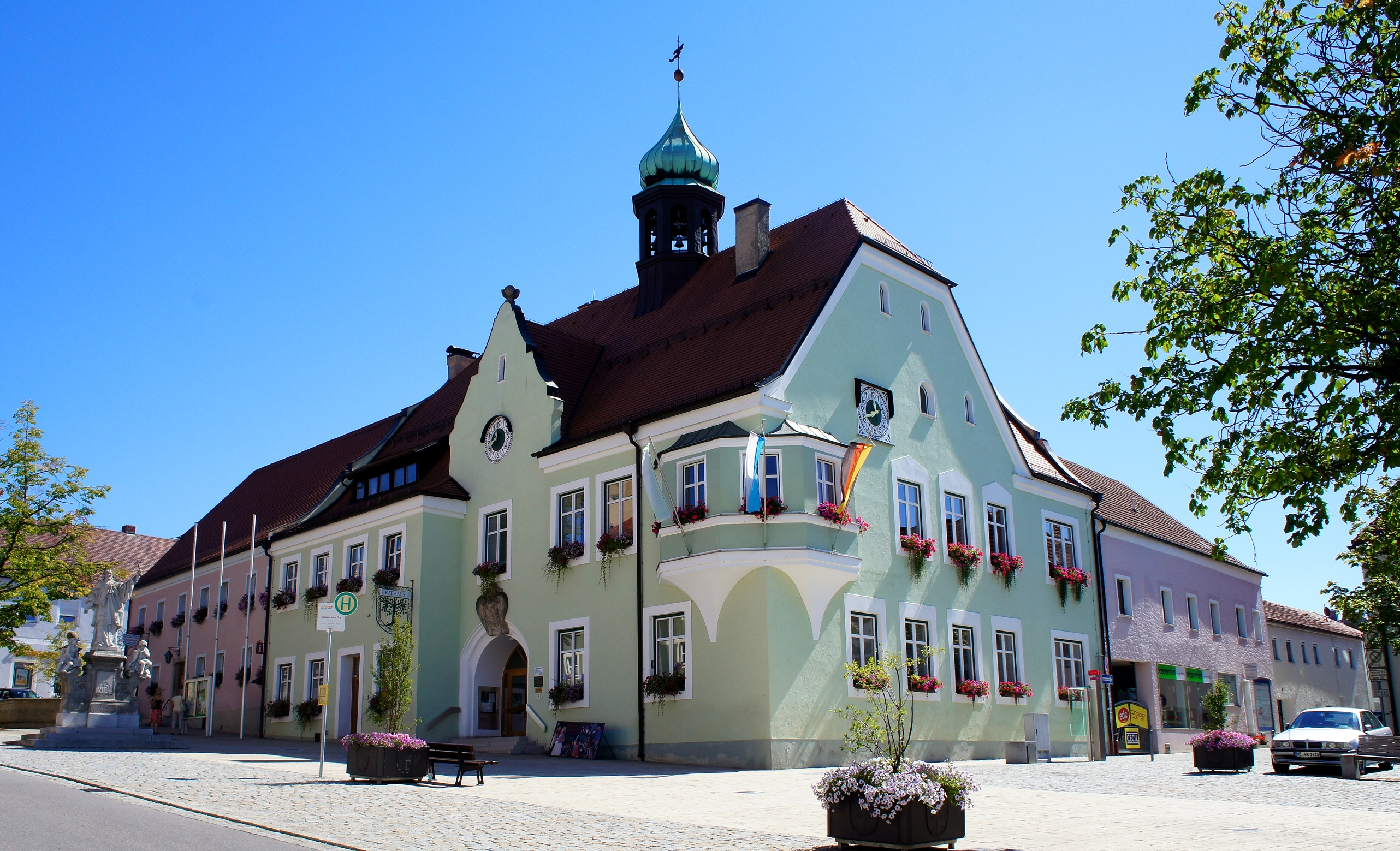
La mairie de Waldmünchen.
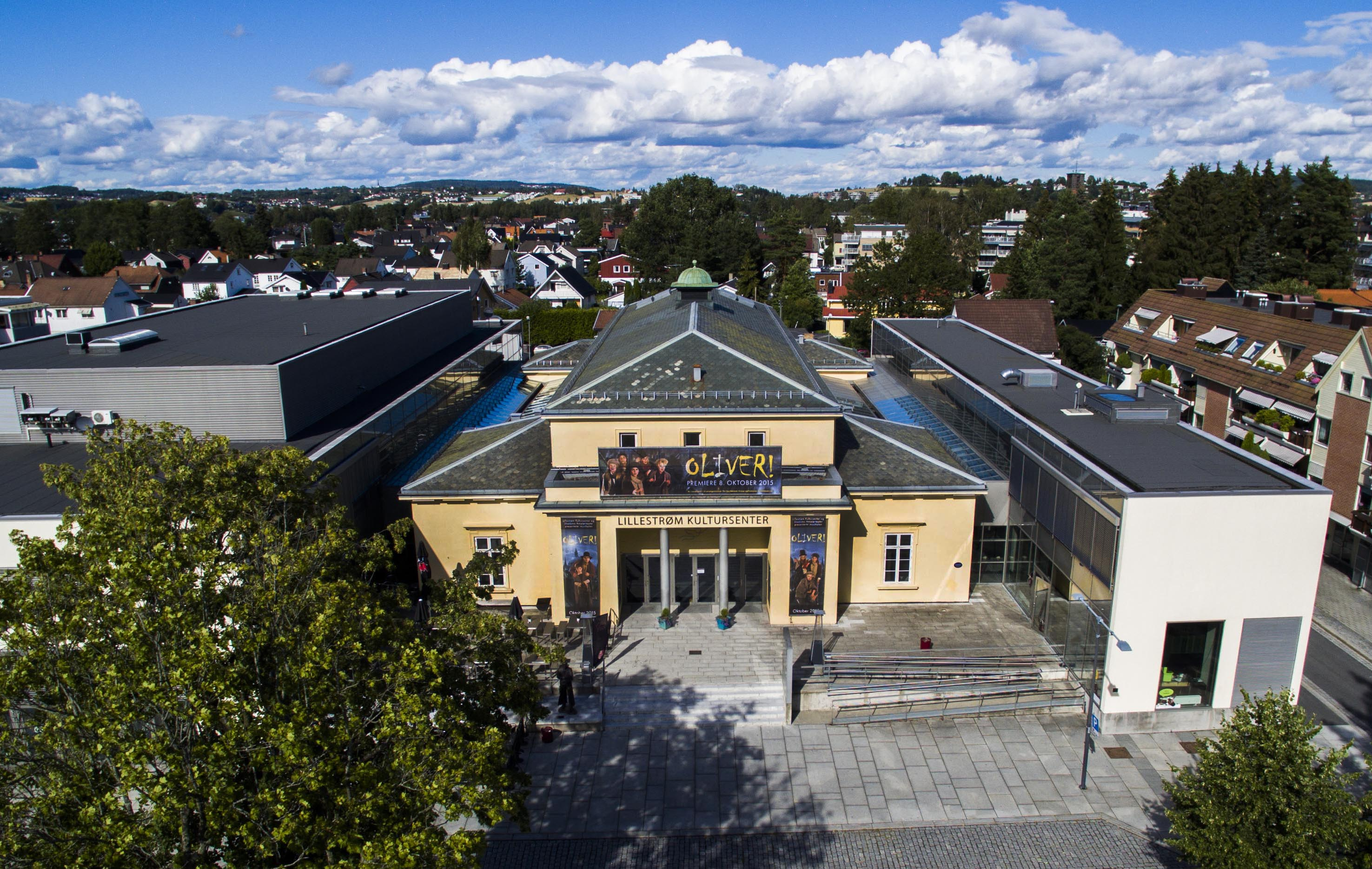
Le centre culturel de Lillestrøm.

## Population et société

### Démographie

#### Démographie ancienne
La population est exprimée en nombre de feux (f) ou d'habitants (h).
| 1400  | 1667    | 1696    | 1770    | 1774    | 1790    |
| ----- | ------- | ------- | ------- | ------- | ------- |
| 199 f | 4 000 h | 3 501 h | 6 000 h | 4 000 h | 4 316 h |

#### Démographie contemporaine
L'évolution du nombre d'habitants est connue à travers les recensements de la population effectués dans la commune depuis 1793. Pour les communes de moins de 10 000 habitants, une enquête de recensement portant sur toute la population est réalisée tous les cinq ans, les populations de référence des années intermédiaires étant quant à elles estimées par interpolation ou extrapolation. Pour la commune, le premier recensement exhaustif entrant dans le cadre du nouveau dispositif a été réalisé en 2006.
En 2022, la commune comptait 6 324 habitants, en évolution de +6,97 % par rapport à 2016 (Ille-et-Vilaine : +5,46 %, France hors Mayotte : +2,11 %).
| 1793  | 1800  | 1806  | 1821  | 1831  | 1836  | 1841  | 1846  | 1851  |
| ----- | ----- | ----- | ----- | ----- | ----- | ----- | ----- | ----- |
| 4 300 | 4 170 | 3 969 | 4 751 | 4 774 | 4 707 | 4 847 | 4 832 | 5 044 |

| 1856  | 1861  | 1866  | 1872  | 1876  | 1881  | 1886  | 1891  | 1896  |
| ----- | ----- | ----- | ----- | ----- | ----- | ----- | ----- | ----- |
| 5 046 | 5 033 | 5 730 | 5 250 | 5 558 | 5 698 | 5 905 | 5 588 | 5 541 |

| 1901  | 1906  | 1911  | 1921  | 1926  | 1931  | 1936  | 1946  | 1954  |
| ----- | ----- | ----- | ----- | ----- | ----- | ----- | ----- | ----- |
| 5 204 | 5 208 | 5 075 | 4 661 | 4 619 | 4 590 | 4 523 | 4 390 | 4 451 |

| 1962  | 1968  | 1975  | 1982  | 1990  | 1999  | 2006  | 2011  | 2016  |
| ----- | ----- | ----- | ----- | ----- | ----- | ----- | ----- | ----- |
| 4 339 | 4 457 | 4 647 | 4 733 | 4 843 | 4 850 | 5 223 | 5 702 | 5 912 |

| 2021  | 2022  | - | - | - | - | - | - | - |
| ----- | ----- | - | - | - | - | - | - | - |
| 6 203 | 6 324 | - | - | - | - | - | - | - |

#### Pyramide des âges
En 2021, le taux de personnes d'un âge inférieur à 30 ans s'élève à 31,4 %, soit en dessous de la moyenne départementale (37,9 %). À l'inverse, le taux de personnes d'âge supérieur à 60 ans est de 32,3 % la même année, alors qu'il est de 23,8 % au niveau départemental.
En 2021, la commune comptait 3 008 hommes pour 3 195 femmes, soit un taux de 51,5 % de femmes, très légèrement supérieur au taux départemental (51,18 %).
Les pyramides des âges de la commune et du département s'établissent comme suit.
| Hommes | Classe d’âge | Femmes |
| ------ | ------------ | ------ |
| 1,1    | 90 ou +      | 3,3    |
| 9,2    | 75-89 ans    | 12,6   |
| 18,2   | 60-74 ans    | 20,1   |
| 19,9   | 45-59 ans    | 18,5   |
| 16,9   | 30-44 ans    | 17,2   |
| 15,4   | 15-29 ans    | 12,3   |
| 19,2   | 0-14 ans     | 16,1   |

| Hommes | Classe d’âge | Femmes |
| ------ | ------------ | ------ |
| 0,7    | 90 ou +      | 1,8    |
| 6,3    | 75-89 ans    | 8,7    |
| 14,5   | 60-74 ans    | 15,6   |
| 19,6   | 45-59 ans    | 18,8   |
| 19,5   | 30-44 ans    | 18,7   |
| 20,2   | 15-29 ans    | 19     |
| 19,1   | 0-14 ans     | 17,4   |

#### Structure de la population parPCS
Par rapport à 2010, on observe à Combourg une diminution de la part des agriculteurs exploitants (PCS 1), des cadres et professions intellectuelles supérieures (PCS 3), des employés (PCS 5) et des ouvriers (PCS 6), cette baisse étant plus marquée pour les deux dernières catégories, passant de 15 à 13,9 % pour la PCS 5 et de 13,6 à 12,7 % pour la PCS 6. À l'inverse, toutes les autres catégories sont en progression, celle des retraités étant toujours la plus importante (mais restant stable avec -0,1 point), avec un taux largement supérieur à la moyenne départementale.
| Agriculteurs exploitants                                                                                  | 79    | 1,5   | 8 797   | 1,0   |  |  |  |  |
| Artisans, commerçants, chefs d'entreprise                                                                 | 187   | 3,7   | 30 468  | 3,4   |  |  |  |  |
| Cadres et professions intellectuelles supérieures                                                         | 383   | 7,5   | 101 286 | 11,2  |  |  |  |  |
| Professions intermédiaires                                                                                | 779   | 15,3  | 141 409 | 15,6  |  |  |  |  |
| Employés                                                                                                  | 705   | 13,9  | 135 414 | 15,0  |  |  |  |  |
| Ouvriers                                                                                                  | 646   | 12,7  | 112 656 | 12,5  |  |  |  |  |
| Retraités                                                                                                 | 1 668 | 32,8  | 229 534 | 25,4  |  |  |  |  |
| Autres personnes sans activité professionnelle                                                            | 638   | 12,6  | 144 033 | 15,9  |  |  |  |  |
| |       |       |         |       |  |  |  |  |
| Ensemble                                                                                                  | 5 086 | 100,0 | 903 597 | 100,0 |  |  |  |  |
| Sources : Insee, RP2010, RP2015 et RP2021, exploitations complémentaires, géographie au 1er janvier 2024. |       |       |         |       |  |  |  |  |

### Manifestations culturelles et festivités
|           | Manifestation                   |
| --------- | ------------------------------- |
| Avril     | Festival Plantes et Zic         |
| Mai       | Foire de la mi-mai              |
| Mai       | Floréales Médiévales            |
| Juin      | Festival Extension sauvage      |
| Juin      | Course à pied Les Fouléoliennes |
| Juin      | Fête de la musique              |
| Juillet   | Festival Étonnants Romantiques  |
| Juillet   | Foulées combourgeoises          |
| Juillet   | Semi-marathon Dol-Combourg      |
| Août      | Festival de la Lanterne         |
| Septembre | Grande Foire de l'Angevine      |
| Septembre | Courses cyclistes               |
| Octobre   | Prix Combourg                   |

Le marché a lieu tous les lundis (8 h-13 h) de la place Saint-Gilduin à la place Albert-Parent.

## Économie
- Parc d'activités du Moulin-Madame (24,6 hectares)
- Parc d'activités de la Gare (7 hectares)
- Site de production BioMérieux
- Imprimerie Atimco[81]
- Groupe Bellier[82],[83] (transport de personnes)
- Agriculture : polyculture, élevage, lait
- Antenne de la Chambre de commerce et d'industrie du pays de Saint-Malo

### Tourisme

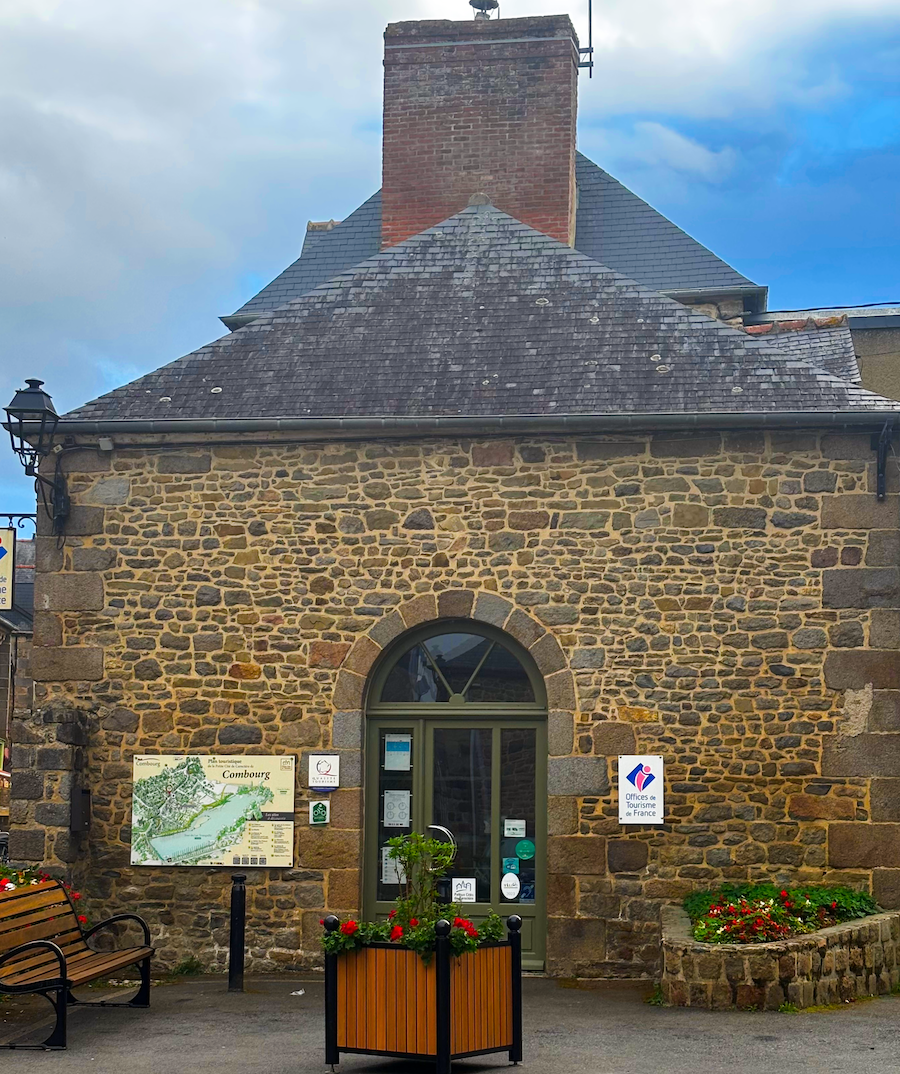
Le Bureau d'information touristique.

Le château de Combourg est ouvert à la visite. Avec 30 000 visiteurs en 2021, il est le troisième château le plus fréquenté en Ille-et-Vilaine derrière ceux de Fougères et de Vitré.
- Bureau d'information touristique (BIT)
- Camping municipal Le Vieux Châtel
- Circuits vélotouristiques (4 circuits balisés au départ et à l'arrivée de Combourg)

## Équipements et services publics
- Espace Entreprises de la Bretagne Romantique
- Maison des Services Bretagne Romantique (MSAP) labellisée « France services »
- Agence France Travail (anciennement Pôle Emploi)
- Centre départemental d'action sociale (CDAS)
- Laboratoire départemental d'analyses agricoles (LABOCEA)

### Enseignement et petite enfance
- Deux écoles maternelles et primaires : Pauline Kergomard et élémentaire (publique, 400 élèves[85]), Sainte-Anne (privée, 287 élèves[85])
- Deux collèges : Chateaubriand (public, 619 élèves[85]), Saint-Gilduin (privé, 430 élèves[85])
- Un lycée : Chateaubriand (public, enseignement général et technologique, 636 élèves[85]). Ouvert en septembre 1999, le bâtiment est construit sur le site de l'ancien stade municipal.
- Un CPSA (centre de promotion sociale agricole) : Théodore-Monod[86]
- Un ITEP (institut thérapeutique, éducatif et pédagogique) : Les Rivières
- Multi-accueil « Ribambelle »
- Accueil de loisirs « Rivallon »
- Trois restaurants scolaires : Cytises, Érables et Linon

### Santé, services d'urgence et sécurité
- Clinique Saint-Joseph (1954). Elle fait place à un hôpital construit en 1876 par l'abbé Delafosse. L'établissement a été déplacé sur le site des Rivières et inauguré en septembre 2013[87]. Labellisée hôpital de proximité en janvier 2023, elle accueille par ailleurs une unité de soins non programmés depuis octobre 2023.
- Centre d'incendie et de secours (2008). Anciennement situé boulevard du Mail, la caserne a été déplacée avenue du Général de Gaulle.
- Brigade de Gendarmerie

### Équipements culturels et sportifs
- Médiathèque Les Sources, inaugurée en décembre 2011
- Cinéma Chateaubriand, classé Art et Essai : comprend deux salles de 209 et 90 places
- Espace culturel La Parenthèse, Place Piquette
- École de musique communautaire, Cour des Arts[88],[89]
- Piscine de la Bretagne-Romantique, construite en 1967 et rénovée ensuite pour devenir un espace aquatique dénommé Aquacia
- Complexe sportif communautaire (football, basket-ball, badminton, volley-ball, handball)
- Espace Malouas, construit en 1986 et rénové en 2024-2025[90],[91]
- Espace sportif communal du Châtel (basket-ball, judo, karaté)
- Salle et terrains de tennis du Châtel
- Stade du Moulin-Madame (2 terrains)

## Culture locale et patrimoine

### Lieux et monuments
Le patrimoine culturel de la commune de Combourg a fait l'objet d'un inventaire général. Claude Quillivic est l'auteur de la notice le relatant en 2001. Elle a été réalisée en deux temps. 754 édicules, édifices ou ensemble bâtis, ont fait l'objet d'une notice descriptive, dont 91 ouvrages relativement exceptionnels. Le tiers des édifices datent des XVIe siècle et XVIIe siècle.

### Monuments historiques
La commune abrite trois monuments historiques :
- le château de Combourg, édifié aux XIe et XVe siècles et remanié au XIXe siècle. François-René de Chateaubriand y passa une partie de son enfance et l'évoqua dans ses Mémoires d'outre-tombe. Le château a été inscrit par arrêté du 15 décembre 1926 et certaines parties ont été classées par arrêté du 2 août 1966 ; le site est classé par arrêté du 27 juin 1945[92] ;
- le manoir du Grand Trémaudan, fondé par la famille de Trémaudan, dont le grand logis date de 1630 et des parties datent des XVe et XVIe siècles. Il a été inscrit par arrêté du 26 septembre 2005[93] ;
- la maison de la Lanterne, édifiée en 1575 à l'emplacement d'une maison fortifiée. Elle a été inscrite par arrêté du 6 mai 1966[94]. Construite par Perrine Jonchée. Cette maison est aussi nommée hôtel Trémaudan ou maison de la Tourelle. Elle a été restaurée en 1968.

|                         |
| Le château de Combourg. |

|                               |
| Le manoir du Grand Trémaudan. |

|                           |
| La maison de la Lanterne. |

### Autres édifices
- Statue de Chateaubriand, sculptée en 1930 dans un bloc de pierre grise de Pouillenay, par Alphonse Camille Terroir, Grand prix de Rome. Posée sur un socle de granit local, sur la place du même nom. Au dos de la statue, on peut voir une lampe à huile et des étoiles gravées, symboles de la Connaissance et de l'Immortalité, en hommage à l'académicien que fut Chateaubriand.
- Mairie, édifiée entre 1906 et 1907 par l'architecte Édmond Pariset.
- Hôtel de La Bannière (ancienne auberge détruite en partie pour cause d'alignement en 1972).
- Tour du Pendu (XVIe siècle), qui doit son nom à une légende tragique.
- Vide coupe-feu, sur la place Albert-Parent, date des XVIe siècle et XVIIe siècle.
- Maison du XVIe siècle, rue des Princes, au bourg.
- Maison du Tambour de Ville. Elle fut restaurée au XXe siècle.
- Maison de 1650 au 10 rue Notre-Dame (ancienne mairie de 1848 à 1906)
- Maison des Trois Compères, au bourg, face à l'Eglise.
- Maison de la Noë, au bourg.
- Maison du XVIIIe siècle, au Coudray.
- Maison du Temple, ancien établissement protestant, au bourg, détruite.
- Maison des Templiers (XVIe siècle), située rue Chateaubriand. À l'origine, elle dépendait de la commanderie du Temple de La Guerche et relevait de l'ordre des Templiers.
- Relais des Princes (XVIe siècle), ancien relais de poste devenu auberge. Maison à pans de bois. Ce relais de poste était à l'origine dotée d'une réserve de quatre voitures, la localité formant un nœud routier au carrefour des routes royales Fougères-Dinan et Saint-Malo - Rennes par Dol et Hédé. La poste céda la place au transport des voyageurs par diligence ; plus tard, ce fut l'apparition des pataches, des carrioles, des breaks, des omnibus et enfin du cheval-vapeur. Les écuries du Relais des Princes ont abrité des chevaux jusqu'à la fin du XIXe siècle. La maison devint célèbre lorsque le marquis de Coulanges, cousin de madame de Sévigné et bon vivant, l'adopta comme rendez-vous de chasse.
- Collège public François-René de Chateaubriand (1954), réalisé par Patrice Simon, architecte en chef des bâtiments civils et palais nationaux. Fresque et mosaïque de Geoffroy Dauvergne.
- Foyer municipal, construit entre 1936 et 1939 par l'architecte Yves Hémar. Dans les années 1960, le bâtiment devient cinéma sous le nom « Le Royal » et est aujourd'hui désaffecté.
- Maison de bienfaisance, qui accueillait les pauvres au XIXe siècle.
- Place Chateaubriand (ancienne place de l'Hôpital). Il n'y reste de la chapelle Saint-Sébastien qu'une statue de sainte Appoline, dans une niche de ce qui est aujourd'hui la façade de l'hôtel du Lac. Cette place fut longtemps animée par le marché aux bestiaux, comme en témoignent les nombreux anneaux fichés dans le mur d'enceinte du château.

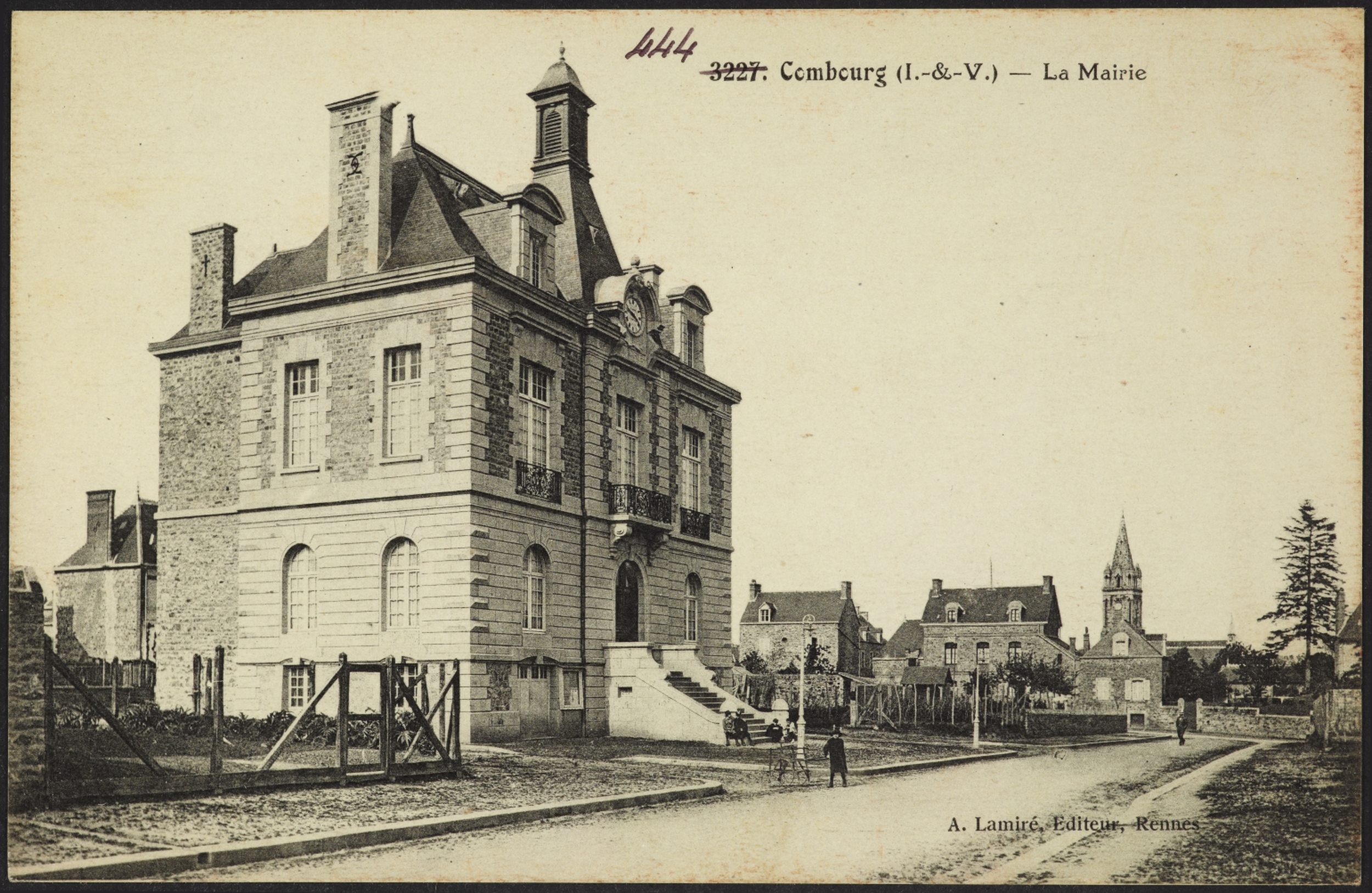
La mairie dans les années 1910.
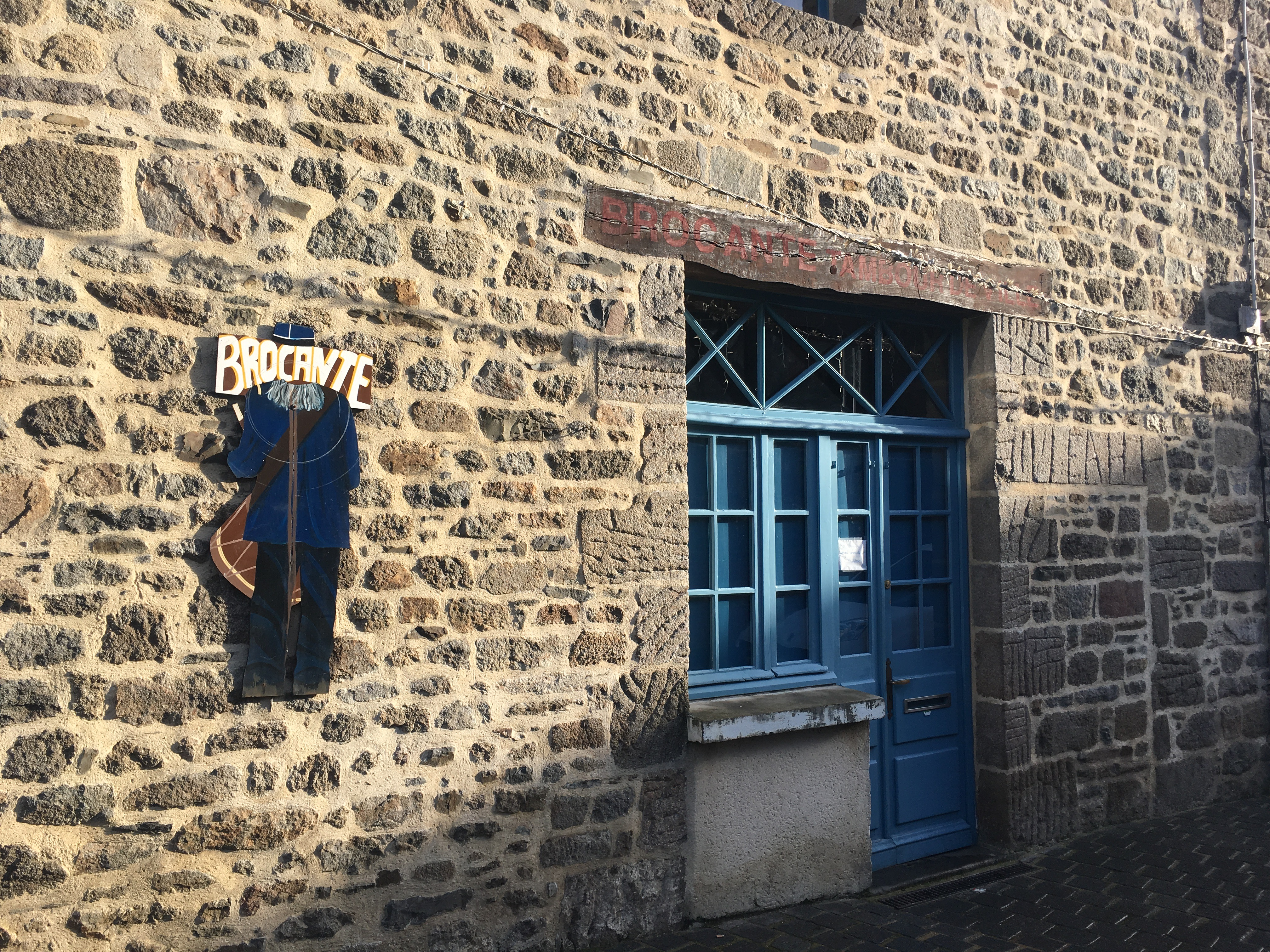
La maison du Tambour de Ville.
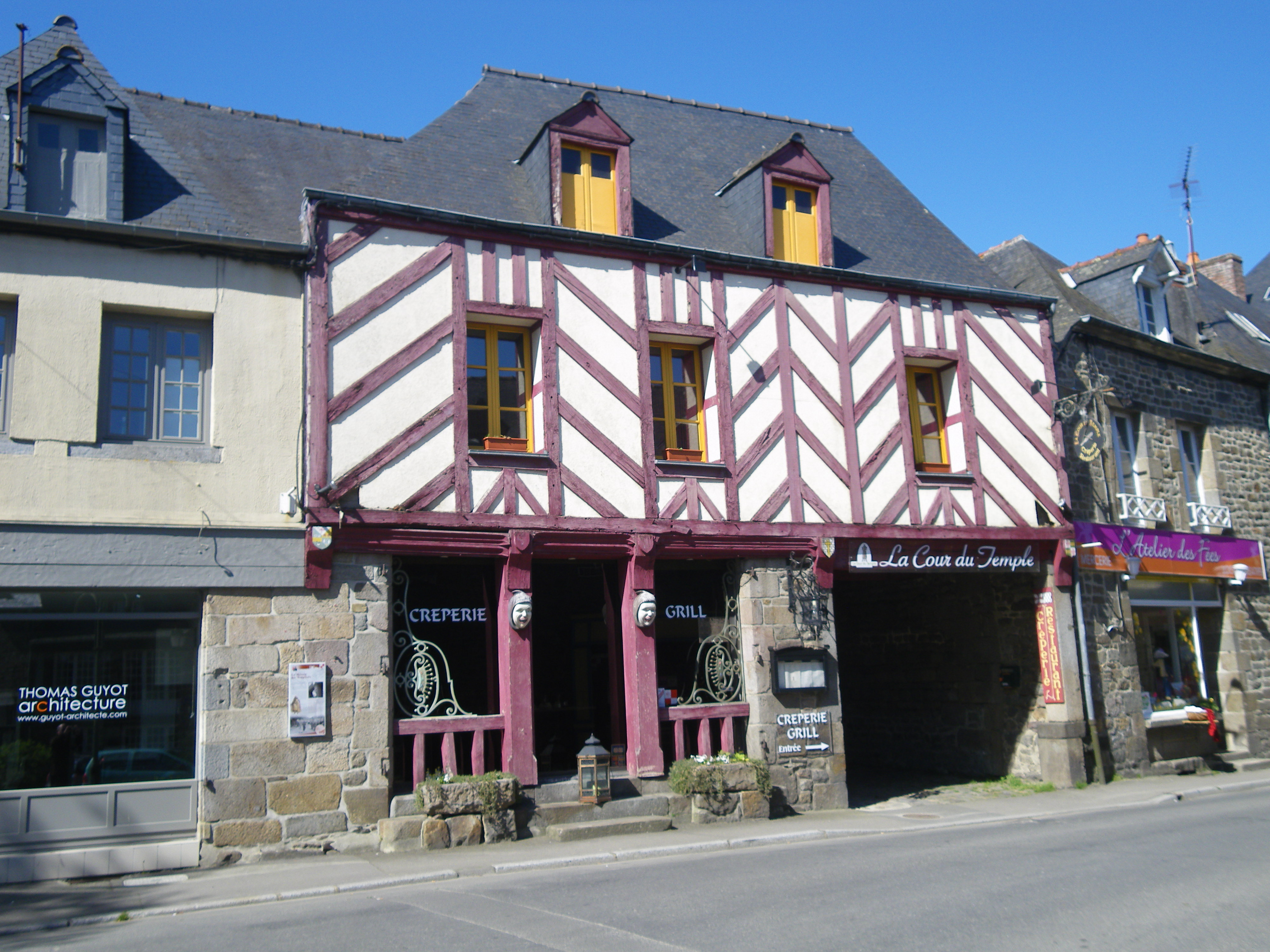
La maison des Templiers.
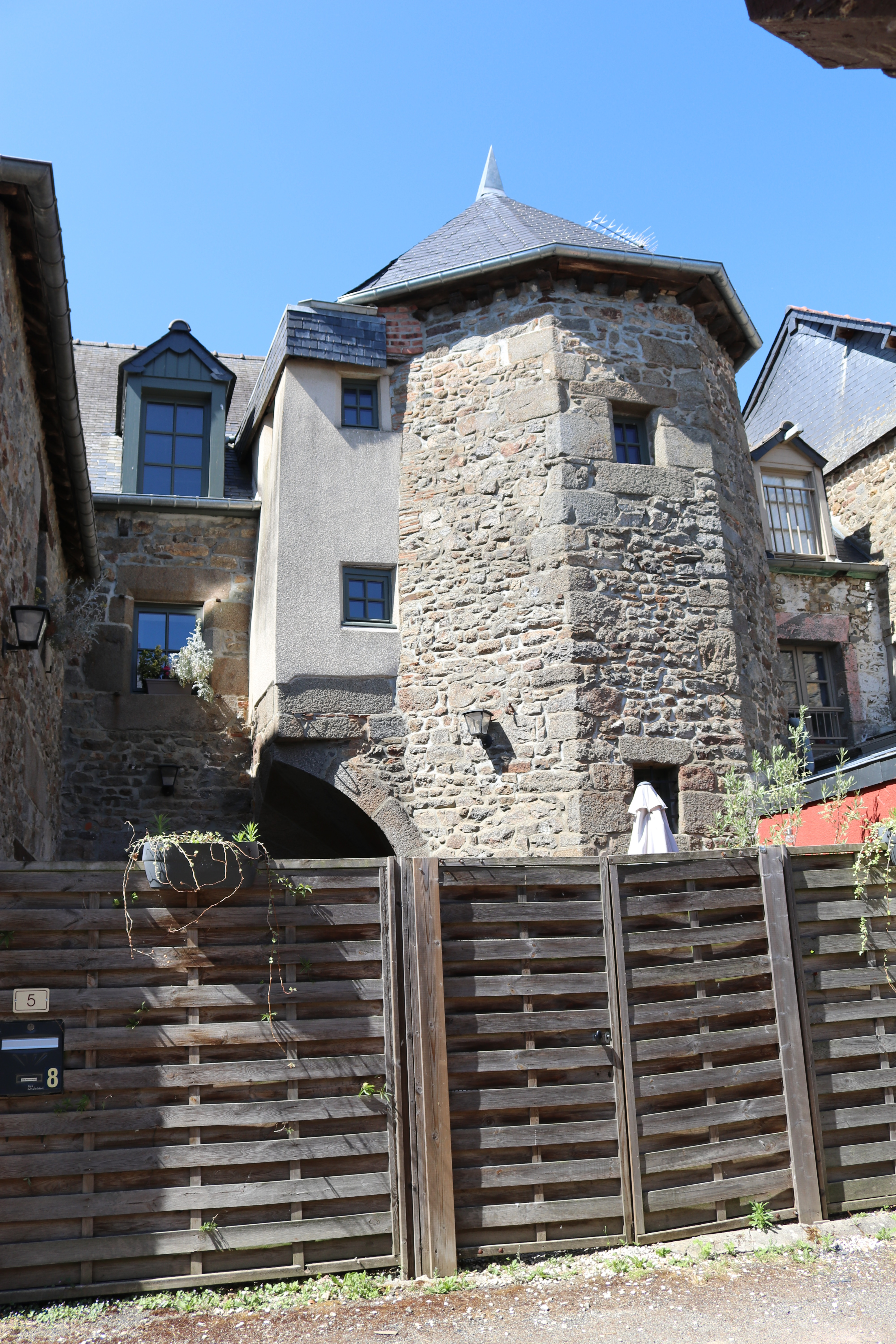
La maison du Pendu.
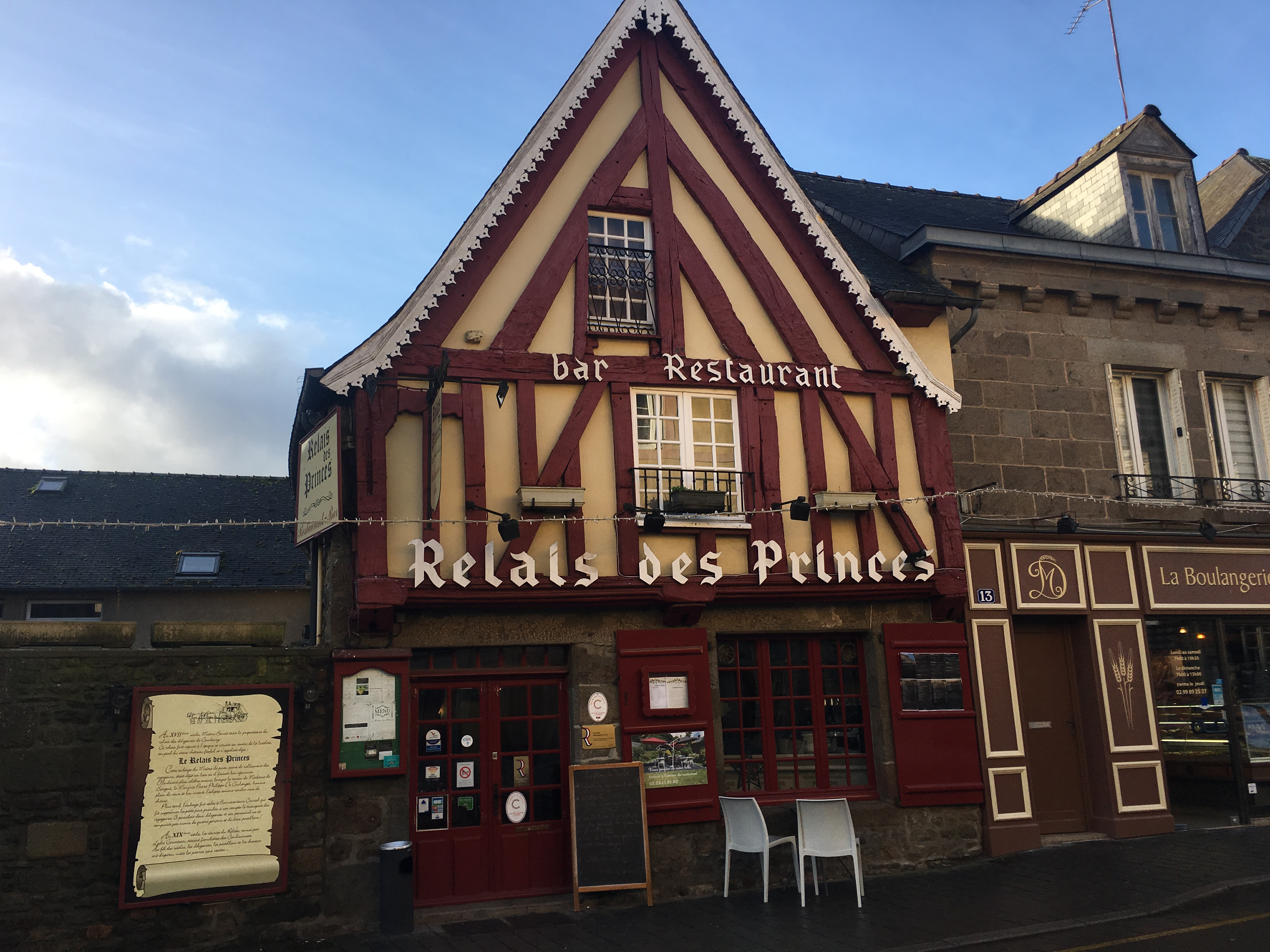
Le Relais des Princes.
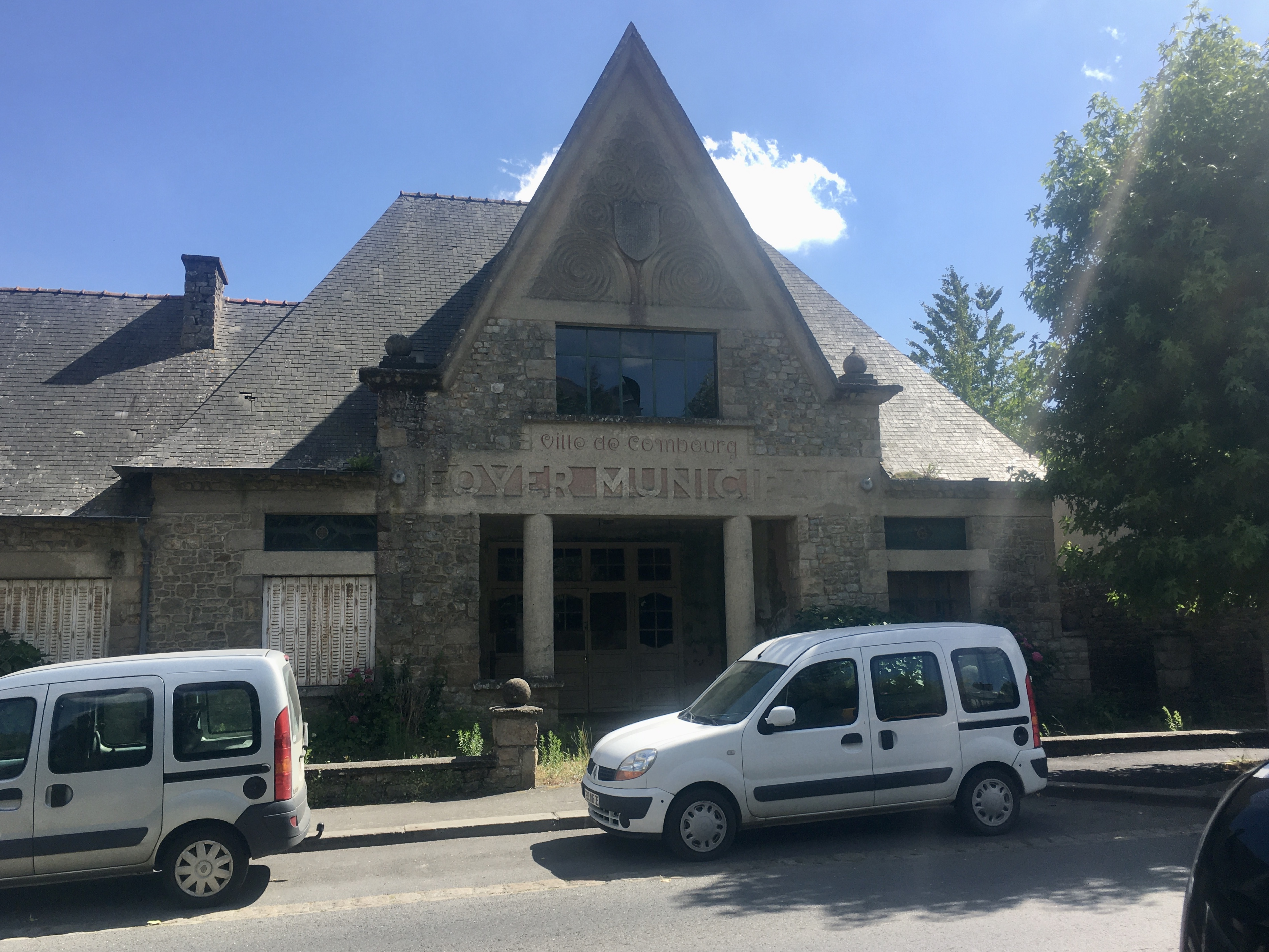
Ancien foyer municipal et cinéma « Le Royal ».
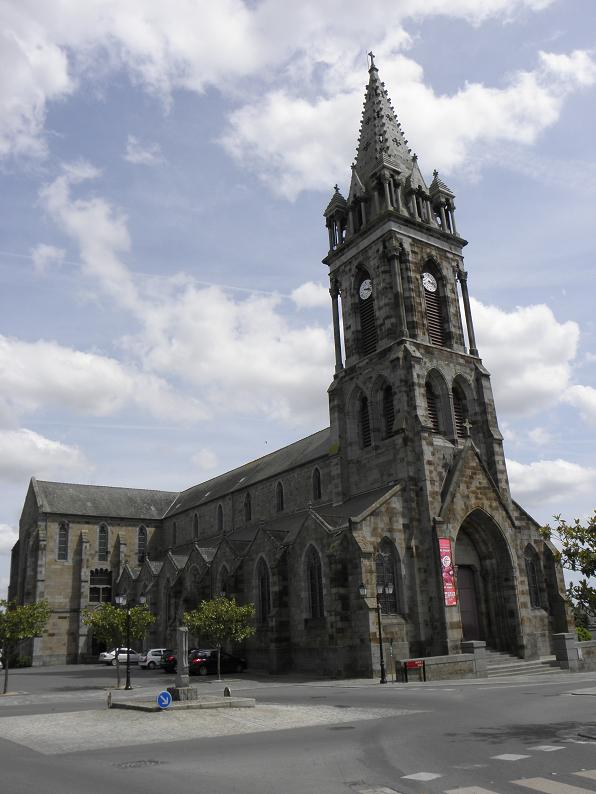
L'Église Notre-Dame.
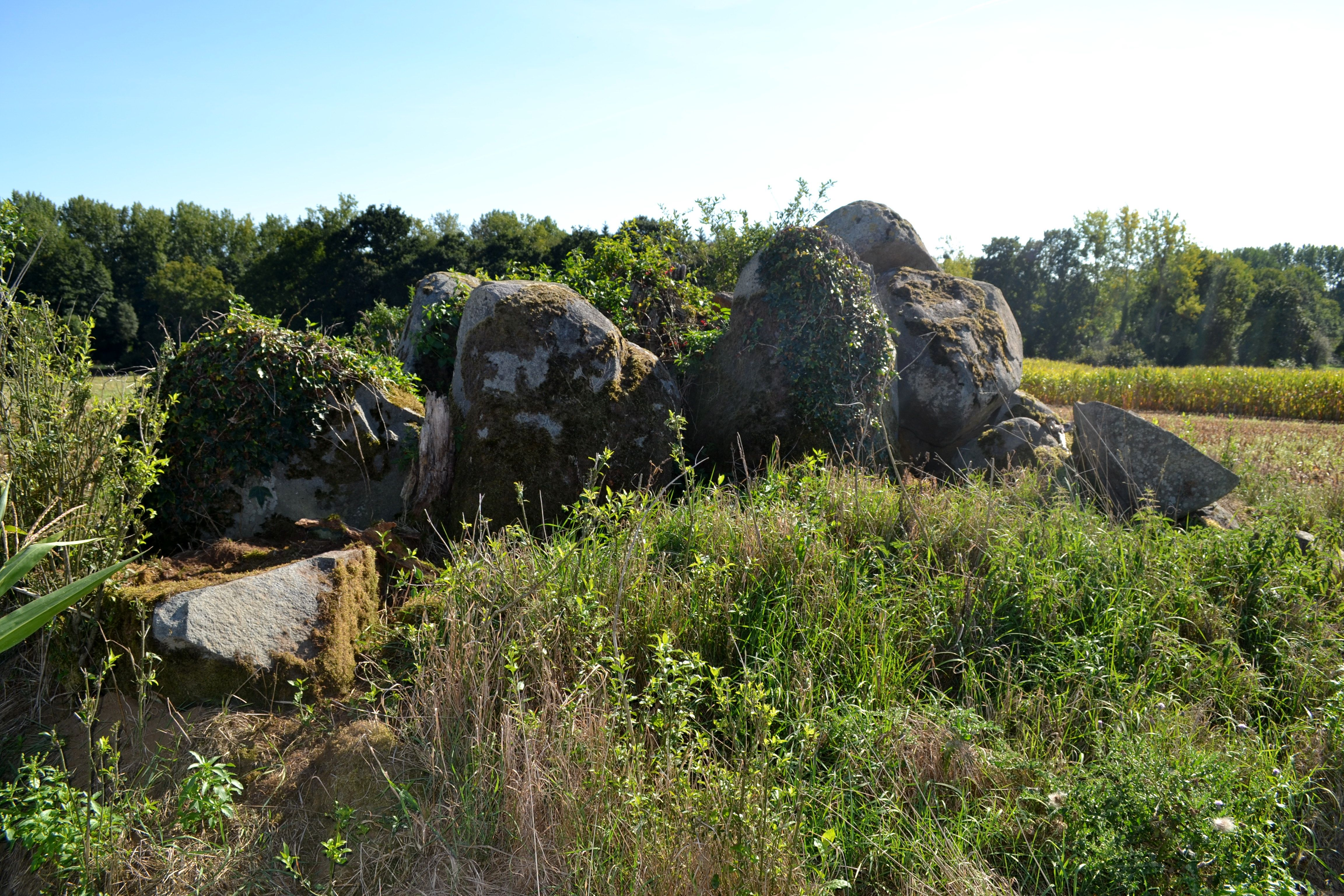
L'allée couverte de Chevrot.

- Moulins
  - Moulin du Château, moulin à eau sous la chaussée de l'étang et de la place Chateaubriand actuellement en ruines.
  - Moulin de Trémignon
  - Moulin du Bas-Bourg-Neuf
- Manoirs et châteaux
  - Château de Lanrigan (fin du XVe siècle ou début du XVIe siècle), près de Combourg. Bâtisse mêlant le style flamboyant et Renaissance. Visible de la route, cette propriété privée ne se visite pas.
  - Château de la Bouteillerie, sur la route de Meillac Deux pavillons flanqués chacun d'une tourelle, dont l'un sert de chapelle. L'ensemble fut restauré au XIXe siècle par Louis François Fournier d'Allérac. Cette seigneurie jouissait du droit de Haute Justice.
  - Manoir de la Reinais, XVe siècle, situé route de Lanhélin. Il était autrefois pourvu d'une chapelle privée dont est conservée une statue en bois de la Sainte-Trinité. En 1429, il était la propriété du seigneur de Melesse, en 1621 de Charlotte Le Vassal et en 1706 de René de Vaucouleurs.
  - Manoir de Vauluisant, sur la route de Dingé. Il appartenait en 1429 à la famille du Gué. Reconstruit en 1867 par Joseph Guynemer de la Hailandière.
  - Château de Trémigon : Félicité Lamennais rachète en 1821 l'ancien manoir, qu'il cède rapidement à son beau frère Ange Blaize de Maisonneuve. Ce dernier y fait bâtir le château ainsi que la chapelle, bénite par Jean-Marie de La Mennais. L'auteur de "Paroles d'un Croyant" séjourne souvent à Trémigon. La propriété est ensuite cédée par la famille en 1865 et son propriétaire suivant lui donne son aspect actuel, notamment en agrandissant le parc qui borde un des étangs. Cette propriété romantique est privée et ne se visite pas.
  - Longère du Tertre-Odye, XVIIe siècle, typique de l'architecture rurale du pays Combournais, sa porte arrondie est moulurée à sabot. Elle possède une porte double dont l'une est transformée en fenêtre. On y trouve les ruines de la Maison des Sorciers et la Lande des Lutins.
  - Manoir de Triandin, sur la route de Dingé. Il appartenait en 1428 à la famille Callouët.
  - Manoir de Villeneuve-Malabry, sur la route de Lanhélin. Semble avoir été une léproserie au bord de la Lande de la Chapelle.
  - Manoir du Grand-Val, route de Dingé, reconstruit récemment. Il conserve une chapelle de 1714. Ses propriétaires en 1429 sont les du Val, puis les Morin, sieurs du Planty en 1714.
- Édifices religieux
  - Église paroissiale Notre-Dame-de-l'Assomption, construite entre 1859 et 1887 sur les plans de Charles Langlois, puis sur ceux d'Arthur Regnault. La restauration des vitraux, réalisée par les Ateliers Helmbold, commença en 2007 et se termina en 2009. S'y trouvent également la chapelle seigneuriale et les pierres tombales du comte Geoffroy de Chateaubriand (1828-1889) et de sa seconde épouse, la comtesse de la Rochetaillée. Une partie des reliques de saint Gilduin est placée sous l'auteur de cette chapelle. Le comte Geoffroy de Chateaubriand, petit-neveu de François-René de Chateaubriand, est l'auteur d'une statue de saint Gilduin.
  - Prieuré de la Sainte-Trinité, ancien prieuré de bénédictins, XVIe siècle et XVIIe siècle
  - Ancienne chapelle frairienne (Frairie= fête patronale d'un village). Située au village de Tramel, elle n'existe plus de nos jours.
- Petit patrimoine
  - Liste non exhaustive : 60 croix monumentales et de chemins, nombreuses fontaines, nombreuses statues de saints
  - Fontaine de Margatte, en bordure de la route de Saint-Léger
  - Fontaine de Saint-Lunaire et croix de Saint-Lunaire, dans le bourg on y conduisait jadis les enfants souffrant de maladies des yeux, disparues.
  - Croix à la Ville Guillaume datant de 1626.
  - Croix de l'étang : croix de 1720, provenant de Landran près de Trémeheuc. Elle remplaça en 1979 un calvaire monumental. Son inscription est tronquée et comportait à l'origine le nom de Mathurin Jourdan, famille de Trémeheuc. Elle porte en plus les lettres : IHS.
- Sites archéologiques
  - Allée couverte de Chevrot : des armes et des outils en pierre polie furent découverts près de ce site en bordure de Chevrot.
  - Dolmen de Chevrot, ruiné, situé dans le champ de la Pierre.
  - Menhir de La Butte, mégalithe christianisé
  - Tumulus du Tertre, entouré d'un fossé, sur la route de Dingé
  - Voie romaine, allant de Jublains (Neodunum-Mayenne) à Corseul (Fanum Martis dans les Côtes-d'Armor) et rejoignant Carhaix (Vorginum dans le Finistère) et passant au sud de Combourg, à proximité de Vieux-Châtel et des mottes castrales des Vieux-Châteaux.
  - Vicus gallo-romain près des Cinq-Chemins, datant des IIe siècle et IIIe siècle
  - Mottes castrales du Vieux Chatel, du Tertre, de Saint-Mahé

### Patrimoine naturel
Du point de vue de la richesse de la flore, Combourg compte parmi les communes du département possédant dans leurs différents biotopes le plus de taxons, soit 545 pour une moyenne communale de 348 taxons et un total départemental de 1 373 taxons (118 familles). On compte notamment 41 taxons à forte valeur patrimoniale (total de 207) ; 18 taxons protégés et 33 appartenant à la liste rouge du Massif armoricain (total départemental de 237).
- Lac Tranquille, 44 hectares[96].
- Étang des Maffins, 3,1 hectares.

### Personnalités liées à la ville
- Saint Gilduin de Combourg (mort en 1077), fils du seigneur de Combourg, évêque de Dol.
- François-René de Chateaubriand (1768-1848), écrivain et homme politique, connu pour être le «père du romantisme français», passa sa jeunesse au château de Combourg.
- Louis Robiou de La Tréhonnais (1784-1870), prélat, né à Combourg.
- Célestin Guynemer de la Hailandière (1798-1882), prélat, né à Combourg.
- Olivier de Durfort de Civrac (1863-1935), prélat, mort à Combourg.
- Victor Thomas (1868-1916), poète, directeur de revues et journaliste d'art et de cuisine, né à Combourg.
- Ronan Pichery (1891-1963), poète et romancier, né à Combourg.
- Adèle Denys (1899-2002), conteuse gallèse, morte à Combourg.
- Maryse Burgot (née en 1964), journaliste, envoyée spéciale aux États-Unis puis chargée du suivi de l'Élysée pour France 2, née à Combourg.
- Corinne Raux (née en 1976), ancienne duathlète et marathonienne, née à Combourg.

### Films et séries tournés à Combourg
- Combourg, visages de pierre - court-métrage documentaire de Jacques de Casembroot, 1948.
- Bergerac - série télévisée, années 1980.
- Chateaubriand - téléfilm de Pierre Aknine, 2009.
- C'est beau la vie quand on y pense - film de Gérard Jugnot, 2017.
- Meurtres au Mont Saint-Michel - téléfilm de Marie-Hélène Copti, 2021.
- Sur la dalle - téléfilm de Josée Dayan, 2024.

### Héraldique, logotype et devise

#### Héraldique
| Armes d'Issou | Blasonnement : Écartelé d'argent et de gueules. |

#### Logotype et signification
| Logotype de la Ville de Combourg | Logotype de la Ville de Combourg : le château de Combourg surplombe deux vagues, une bleue et une verte, sous lequel est écrit « Combourg » en lettres gris foncé. Souhaitant moderniser son image et affirmer son identité, la ville de Combourg a demandé à son service communication de proposer plusieurs logos. Le logo choisi a ainsi été dévoilé lors de la cérémonie des vœux du maire le 8 janvier 2016. |

#### Historique des logos

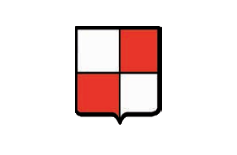
Logo de la Ville de Combourg jusqu'en 2016.
Logo de la Ville de Combourg depuis 2016.

#### Devise
Devise de Chateaubriand et de Combourg :

« Mon sang a teint la bannière de France »

### Philatélie
Un timbre postal, d'une valeur faciale de 18 francs, représentant le château et François-René de Chateaubriand a été émis en 1948 pour le centenaire de la mort de l'écrivain.